# Championnat de France de rallycross 2024
Navigation
2023
Le championnat de France de rallycross 2024 est la 46e édition du championnat de France de rallycross. Le calendrier de la saison est dévoilé le 29 novembre 2023 par la Fédération française du sport automobile qui annonce neuf courses, les mêmes que l'année précédente et dans le même ordre, avec un retour de l'épreuve de rallycross d'Essay.
À l'issue de la saison, Steven Bossard, sur une Hyundai i20 II WRX, remporte le titre de champion de France de la catégorie Supercar avec 279 points, devant son coéquipier finlandais Juha Rytkönen, lui aussi sur une Hyundai i20 II WRX, avec 253 points. Jonathan Pailler, avec sa Peugeot 208 I WRX, se classe troisième avec 230 points.
En catégorie Super 1600, le tenant du titre Julien Meunier est sacré champion de France pour la seconde fois, avec 271 points, sur une Škoda Fabia III. Jérémy Lambec est deuxième avec 267 points, sur une Audi A1 I, suivi de très près par Tom Le Jossec, troisième avec 266 points sur sa Renault Clio V.
En Division 3, Nicolas Beauclé remporte le titre de champion pour la troisième fois consécutive, totalisant 249 points au volant de sa Mercedes-Benz Classe A Type 176. Nicolas Bezard termine deuxième avec 190 points sur une Renault Clio IV, suivi par Paul Cocaign, très proche en troisième position avec 189 points sur une Ford Fiesta VII (phase 1).
En Division 4, Luc Derrien s'impose largement avec sa Honda Civic VIII Type R, totalisant 304 points. Anthony Mauduit, sur sa Renault Clio III, est deuxième avec 262 points, suivi par Arthur Barbault-Forget et sa Peugeot 208 I, comptant 241 points.

## Pilotes et voitures

### Supercar
Pour la saison 2024, 40 pilotes sont engagés en catégorie Supercar :
| Numéro | Pilote               | Voiture            | Écurie                       |
| ------ | -------------------- | ------------------ | ---------------------------- |
| 2      | Samuel Peu           | Peugeot 208 I WRX  | Team Samuel Peu Competition  |
| 4      | Jonathan Pailler     | Peugeot 208 I WRX  | Team Pailler Compétition     |
| 5      | Damien Meunier       | Volkswagen Polo V  | KMS by Meunier Competition   |
| 5      | Damien Meunier       | Hyundai i20 II WRX | KMS by Meunier Competition   |
| 7      | David Vincent        | Renault Clio IV RX | David Vincent RX             |
| 8      | Anthony Pelfrène     | Peugeot 208 I WRX  |                              |
| 9      | Emmanuel Anne        | Peugeot 208 I WRX  | Jess Manu RX                 |
| 10     | Fabien Pailler       | Peugeot 208 I WRX  | Pailler Compétition          |
| 11     | Emmanuel Moinel      | Peugeot 208 I WRX  | DA Racing                    |
| 12     | Laurent Le Manac'h   | Citroën DS3 WRX    | DA Racing                    |
| 14     | Eddy Bénézet         | Peugeot 208 I WRX  | Eleven Motorsport            |
| 15     | Alexandre Janot      | Peugeot 208 I WRX  | Gaëtan Sérazin Compétition   |
| 16     | Julien Fébreau       | Peugeot 208 I WRX  | DA Racing                    |
| 17     | Davy Jeanney         | Škoda Fabia III    | Jeanney Motorsport           |
| 18     | Juha Rytkönen        | Hyundai i20 II WRX | Team PGRX                    |
| 20     | Mattéo Hamon         | Peugeot 208 I WRX  |                              |
| 19     | Pascal Lambec        | Renault Clio IV RX | AJEC Événement               |
| 21     | Timmy Hansen         | Peugeot 208 I WRX  | Eleven Motorsport            |
| 22     | Steven Bossard       | Hyundai i20 II WRX | Team PGRX                    |
| 23     | Anthony Paillardon   | Ford Fiesta VI WRX |                              |
| 24     | Dylan Dufas          | Peugeot 208 I WRX  | Pailler Compétition          |
| 25     | Olivier Bossard      | Hyundai i20 II     |                              |
| 27     | Arthur Le Boudouil   | Renault Clio IV RX |                              |
| 35     | Stéphane De Ganay    | Citroën DS3 WRX    | Team Knapick                 |
| 37     | Mika Liimatainen     | Hyundai i20 II     |                              |
| 43     | Laurent Terroitin    | Citroën DS3 WRX    | Laurent Terroitin Motorsport |
| 44     | Erwan Chapalin       | Peugeot 208 I WRX  |                              |
| 51     | Tamás Kárai          | Audi A1 I          | Kárai Motorsport             |
| 56     | Nicolas Briand       | Peugeot 208 I WRX  |                              |
| 60     | Johan Kristoffersson | Volkswagen Polo V  | Kristoffersson Motorsport    |
| 63     | Philippe Maloigne    | Renault Clio IV RX |                              |
| 68     | Niclas Grönholm      | Hyundai i20 II     |                              |
| 73     | Romuald Delaunay     | Peugeot 208 I WRX  |                              |
| 80     | Olivier Spampinato   | Renault Clio IV RX | We Race Motorsport           |
| 83     | Patrick Guillerme    | Hyundai i20 II     | Team PGRX                    |
| 84     | Hervé Lemonnier      | Citroën DS3 WRX    | Team Knapick                 |
| 90     | Yury Belevskiy       | Audi A1 I          | Volland Racing               |
| 92     | Andréa Dubourg       | Peugeot 208 I WRX  | DA Racing                    |
| 95     | Laurent Bouliou      | Peugeot 208 I WRX  |                              |
| 98     | Dorian Boccolacci    | Peugeot 208 I WRX  | Eleven Motorsport            |
| 99     | Zoltan Koncseg       | Audi A1 I          | Kárai Motorsport             |

### Super 1600
Pour la saison 2024, 49 pilotes sont engagés en catégorie Super 1600 :
| Numéro | Pilote               | Voiture                     | Écurie                      |
| ------ | -------------------- | --------------------------- | --------------------------- |
| 101    | Julien Meunier       | Škoda Fabia III             | KMS by Meunier Competition  |
| 102    | Anthony Paillardon   | Škoda Fabia II              |                             |
| 105    | David Moulin         | Audi A1 I                   | Team Moulin                 |
| 111    | Maximilien Eveno     | Citroën C3 III              |                             |
| 112    | Romain Massé         | Renault Clio V              | Eleven Motorsport           |
| 113    | Martin Massé         | Renault Clio V              |                             |
| 114    | Andréa Bénézet       | Renault Clio V              | Eleven Motorsport           |
| 116    | Lizio Le Lay         | Peugeot 108                 | Team Le Lay Sport et Nature |
| 117    | Manuel Carvalho      | Renault Clio IV             |                             |
| 118    | Louka Bourd          | Renault Clio V              | We Race Motorsport          |
| 119    | Gautier Le Corre     | Peugeot 208 I               |                             |
| 120    | Étienne Jouneau      | Renault Twingo II (phase 2) | KMS by Meunier Competition  |
| 121    | Adrien Le Quere      | Škoda Fabia II              |                             |
| 122    | Nicolas Eouzan       | Renault Twingo II (phase 1) |                             |
| 123    | Laurent Chartrain    | Renault Clio V              |                             |
| 124    | Jean-François Blaise | Ford Fiesta VII             |                             |
| 125    | Pascal Le Nouvel     | Citroën C2                  | PLN RX                      |
| 126    | Johann Etienne       | Peugeot 108                 |                             |
| 127    | Dylan Dufas          | Renault Clio V              | Team Dufas                  |
| 128    | Mathieu Le Hen       | Citroën DS3 I               |                             |
| 129    | Jérôme Cœuret        | Citroën DS3 I               |                             |
| 131    | Balazs Körmöczi      | Škoda Fabia II              | Szada Ring Racing           |
| 132    | Rytis Gurklys        | Škoda Fabia III             |                             |
| 135    | Tom Le Jossec        | Renault Clio V              |                             |
| 136    | Anthony Jan          | Renault Clio IV             |                             |
| 137    | Jimmy Terpereau      | Peugeot 208 I               | Le Ny Compétition           |
| 138    | Arnaud De Ferrier    | Škoda Fabia II              |                             |
| 139    | Aurélien Garry       | Renault Clio V              | Team Dufas                  |
| 143    | Flavian Tertrais     | Renault Twingo II (phase 2) | Team Tertrais Sport Auto    |
| 147    | Alexandre Lefeuvre   | Peugeot 208 I               |                             |
| 150    | Yohann Caillon       | Renault Clio V              | Team Dufas                  |
| 152    | Cédric Torres        | Citroën C2                  |                             |
| 153    | Nicolas Bertho       | Citroën DS3 I               |                             |
| 154    | Amélien Tertrais     | Renault Twingo II (phase 2) |                             |
| 155    | Frédéric Moreau      |                             |                             |
| 159    | Charly Garnier       | Peugeot 208 I               | Garnier Compétition         |
| 159    | Charly Garnier       | Škoda Fabia II              | Garnier Compétition         |
| 166    | Jérémy Lambec        | Audi A1 I                   | Gaëtan Sérazin Compétition  |
| 172    | Julien Hardonnière   | Dacia Sandero I             |                             |
| 173    | Rudolf Schafer       | Peugeot 208 I               |                             |
| 177    | Emmanuel Guillermo   | Peugeot 108                 |                             |
| 179    | Romain Barré         | Peugeot 208 II              |                             |
| 185    | David Charrieras     | Citroën C2                  |                             |
| 190    | Nicolas Geleyns      | Audi A1 I                   | Volland Racing              |
| 191    | Nils Volland         |                             | Volland Racing              |
| 192    | Stéphane Champain    | Citroën C2                  |                             |
| 193    | Tony Bardeau         | Renault Twingo II (phase 2) | Team TB Racing              |
| 194    | Romain Guegan        |                             |                             |
| 198    | Anthony Lalevée      | Renault Twingo II (phase 2) |                             |
| 199    | Romain Mahé          | Škoda Fabia II              |                             |

### Division 3
Pour la saison 2024, 45 pilotes sont engagés en catégorie Division 3 :
| Numéro | Pilote                | Voiture                           | Écurie                           |
| ------ | --------------------- | --------------------------------- | -------------------------------- |
| 302    | Christophe Saunois    | Audi A1 I                         | Gaëtan Sérazin Compétition       |
| 303    | Cyril Coué            | Volkswagen Polo V                 | Team Coué Compétition            |
| 310    | Grégory Le Guernevé   | Mini Cooper III                   | Gaëtan Sérazin Compétition       |
| 312    | Jean-Yves Ollivier    | Porsche 911 (991) GT2 RS          |                                  |
| 314    | Thierry Danveau       | Nissan Micra K14                  | Thierry Danveau RX               |
| 315    | Marc Morize           | BMW M2                            |                                  |
| 317    | Gaëtan Dando          | Ford Fiesta VII (phase 1)         |                                  |
| 321    | Roger Février         | Citroën C3 III                    |                                  |
| 322    | Guillaume Sarrazin    | Volkswagen Polo V                 | Sarrazin Motorsport              |
| 323    | Néo Rivallant         | Peugeot 208 I                     |                                  |
| 326    | Benoît Morel          |                                   |                                  |
| 327    | Jean-Sébastien Vigion |                                   |                                  |
| 328    | Geoffrey Audran       | Ford Fiesta VII                   | Comeback Racing                  |
| 329    | Emmanuel Le Borgne    |                                   |                                  |
| 330    | Jean-Baptiste Vallée  | Citroën C3 III                    | Jean-Baptiste Vallée Compétition |
| 331    | Maxence Dayot         | Citroën C3 III                    |                                  |
| 332    | Fabrice Lefèvre       |                                   |                                  |
| 333    | Maxime Sordet         | Volkswagen Polo V GTI             | RX Évolution                     |
| 335    | Thomas Fretin         |                                   |                                  |
| 341    | Gilles Lambert        | Toyota Auris I                    | Lambert Racing                   |
| 342    | Franck Pelhatre       | Renault Mégane III                | Team FDA                         |
| 344    | Julien Anodeau        | Mini II                           | Team RC Competition              |
| 347    | Denis Rozier          |                                   |                                  |
| 351    | Olivier Lourdeaux     | Volkswagen Polo V                 |                                  |
| 353    | Nicolas Flon          |                                   |                                  |
| 363    | Nicolas Beauclé       | Mercedes-Benz Classe A (Type 176) | Gaëtan Sérazin Compétition       |
| 367    | Olivier Yvoir         | Peugeot 208 II                    | Gaëtan Sérazin Compétition       |
| 369    | Mathieu Fretin        |                                   |                                  |
| 371    | David Durand          | Škoda Fabia II                    | MDA Compétition                  |
| 372    | Nicolas Bezard        | Renault Clio IV                   | Gaëtan Sérazin Compétition       |
| 375    | Emmanuel Bequet       | Peugeot 208 I                     |                                  |
| 377    | Morgan Gourdan        | Peugeot 208 I                     |                                  |
| 378    | Laurent Jacquinet     | Ford Fiesta VI (phase 2)          | MDA Compétition                  |
| 379    | Éthan Gouriou         | Volkswagen Polo V                 | Gouriou Racing                   |
| 380    | Freddy Remaud         | Citroën DS3 I                     |                                  |
| 381    | David Le Ferrand      |                                   |                                  |
| 382    | Alexandre Janot       |                                   |                                  |
| 383    | Kévin Jacquinet       | Renault Clio III                  | MDA Compétition                  |
| 385    | Thierry Roudaut       |                                   |                                  |
| 388    | Tony Lhomond          | Ford Fiesta VI (phase 2)          |                                  |
| 389    | Lorenzo Delaunay      | Peugeot 208 I                     |                                  |
| 393    | Emmanuel Danveau      | Volkswagen Polo V                 | MD Compétition                   |
| 396    | Laurent Lourdeaux     | Peugeot 208 I                     |                                  |
| 398    | Alain Heu             | Renault Clio V                    | Eleven Motorsport                |
| 399    | Paul Cocaign          | Ford Fiesta VII (phase 1)         | Paul Cocaign Racing              |

### Division 4
Pour la saison 2024, 33 pilotes sont engagés en catégorie Division 4 :
| Numéro | Pilote                   | Voiture                     | Écurie                             |
| ------ | ------------------------ | --------------------------- | ---------------------------------- |
| 401    | Tom Daunat               | Peugeot 206+                |                                    |
| 404    | Xavier Allereau          | Peugeot 208 I               | Avenir Motorsport                  |
| 406    | Steven Drouyer           | Renault Clio III            | HD Compétition                     |
| 407    | Christophe Barbier       | Citroën DS3 I               | Barbier Compétition                |
| 411    | Antoni Masset            | Renault Clio V              | Antoni Masset Sport                |
| 412    | Jordan Fouasse           | Honda Civic VIII Type R     |                                    |
| 413    | Ameyric Laurance         | Citroën C4 Coupé I          |                                    |
| 414    | Julien Guillard          | Renault Clio IV             | Le Ny Compétition                  |
| 415    | Thierry Gaignard         | Peugeot 208 I               |                                    |
| 416    | Maxime Morin             | Peugeot 207                 | Team Morin                         |
| 417    | Samuel Sevin             | Honda Civic VIII Type R     | Samuel Sevin                       |
| 418    | Christophe Lortie        |                             |                                    |
| 419    | Vincent Charrier         | Citroën C4 Coupé I          |                                    |
| 420    | Jordy Claus              | Peugeot 206+                |                                    |
| 421    | Adrien Le Quere          |                             |                                    |
| 422    | Yann Le Lay              | Peugeot 207                 | Team Le Lay Rallycross             |
| 424    | Luc Derrien              | Honda Civic VIII Type R     | Team WRC Trévé RX                  |
| 426    | Brandon Drouyer          | Renault Twingo II (phase 2) |                                    |
| 427    | Estelle Lambec           | Peugeot 208 I               | AJEC Événement                     |
| 429    | Nicolas Bothorel         | Citroën DS3 I               |                                    |
| 435    | Josselin Laurance        | Audi A1 I                   | Team Laurence                      |
| 436    | Anthony Jan              | Renault Clio IV             |                                    |
| 438    | Arthur Barbault-Forget   | Peugeot 208 I               | Arthur Barbault-Forget Compétition |
| 444    | Quentin Le Bail          | Renault Clio IV             | La 4e vitesse                      |
| 453    | Simon Ringuet            | Peugeot 207                 | MDA Compétition                    |
| 456    | Nicolas Ruelland         | Peugeot 206+                | Ravaje Compétition                 |
| 457    | Arthur Ruelland          | Peugeot 206+                |                                    |
| 461    | Maxime Morin             | Peugeot 208 I               |                                    |
| 469    | Ivan Bedouet             | Peugeot 207                 |                                    |
| 485    | Jean-Philippe Roussillon | Citroën C3 III              | Team FSR                           |
| 488    | Yoann Tirel              | Peugeot 207                 | Team Tirel Compétition             |
| 498    | Anthony Mauduit          | Renault Clio III            |                                    |
| 499    | Christophe Rio           | Renault Clio IV             | Team Chris'Car                     |

## Épreuves de la saison 2024
| \| Dreux Lohéac Mayenne Essay Kerlabo Lessay Pont-de-Ruan Châteauroux Faleyras \| Localisation des épreuves du championnat 2024. |
| Dreux Lohéac Mayenne Essay Kerlabo Lessay Pont-de-Ruan Châteauroux Faleyras                                                      |

Au lendemain de la réunion du comité directeur tenue le 29 novembre 2023, la Fédération française du sport automobile (FFSA) communique les différents calendriers des championnats pour 2024, dont celui du championnat de France de rallycross. Au total, neuf courses sont prévues pour la saison 2024, les mêmes que l'année passée, et dans le même ordre, mais avec l'ajout de l'épreuve d'Essay. 
| Manche | Date                          | Épreuve                 |
| ------ | ----------------------------- | ----------------------- |
| #001   | 27 et 28 avril 2024           | Épreuve de Lessay       |
| #002   | 25 et 26 mai 2024             | Épreuve de Faleyras     |
| #003   | 22 et 23 juin 2024            | Épreuve de Châteauroux  |
| #004   | 6 et 7 juillet 2024           | Épreuve de Pont-de-Ruan |
| #005   | 27 et 28 juillet 2024         | Épreuve de Kerlabo      |
| #006   | 30 août et 1er septembre 2024 | Épreuve de Lohéac       |
| #007   | 21 et 22 septembre 2024       | Épreuve de Mayenne      |
| #008   | 5 et 6 octobre 2024           | Épreuve d'Essay         |
| #009   | 14 et 15 octobre 2024         | Épreuve de Dreux        |

## Déroulement de la saison et faits marquants du championnat

### Épreuve de rallycross de Lessay
Pour la quatrième fois de son histoire, le championnat de France de rallycross s'ouvre lors de la manche de Lessay, dans la Manche. Au total, dans les six catégories, 127 pilotes sont engagées, dont plusieurs pilotes venants exceptionnellement d'autres pays européens, à l'image du finlandais Juha Rytkönen ou des hongrois Tamás Kárai, Zoltan Koncseg et Balazs Körmöczi.

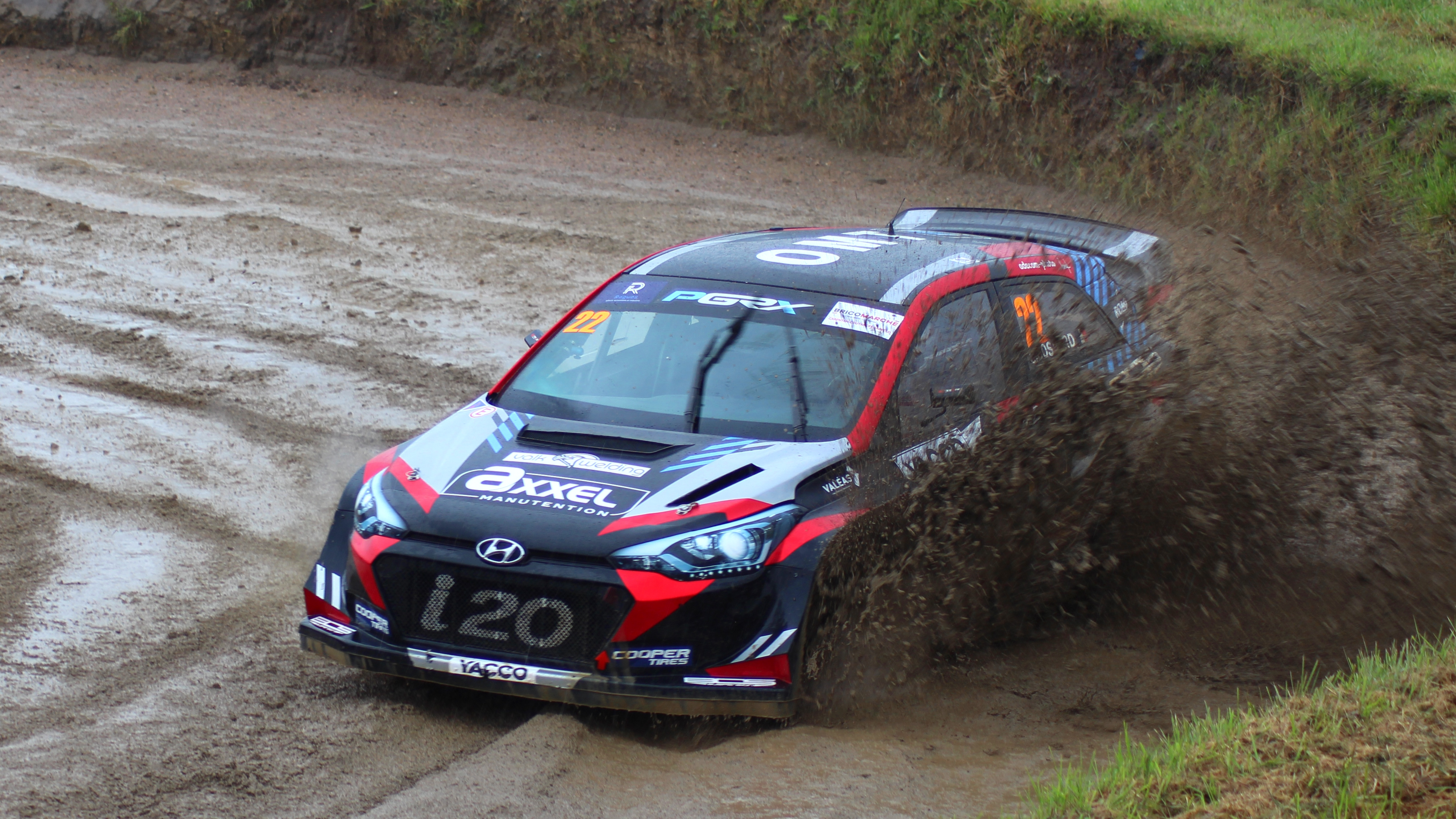
La Hyundai i20 II WRX de Steven Bossard en sous-virage dans le virage du tour joker.

Le samedi, après les séances d'essais, le temps se dégrade et les deux premières manches qualificatives se déroulent sous une forte pluie. La piste devient alors peu à peu de plus en plus difficile à appréhender pour les pilotes, principalement le virage du joker, le seul du circuit n'étant pas bitumé, où beaucoup de voitures partent à la faute. En vertu de ces conditions climatiques dangereuses, la troisième manche de nuit, censée se dérouler le samedi soir à 21 h 30, est finalement reportée au dimanche matin à 8 h, après une décision de la direction de course approuvée par le collège des commissaires de course.

#### Supercar

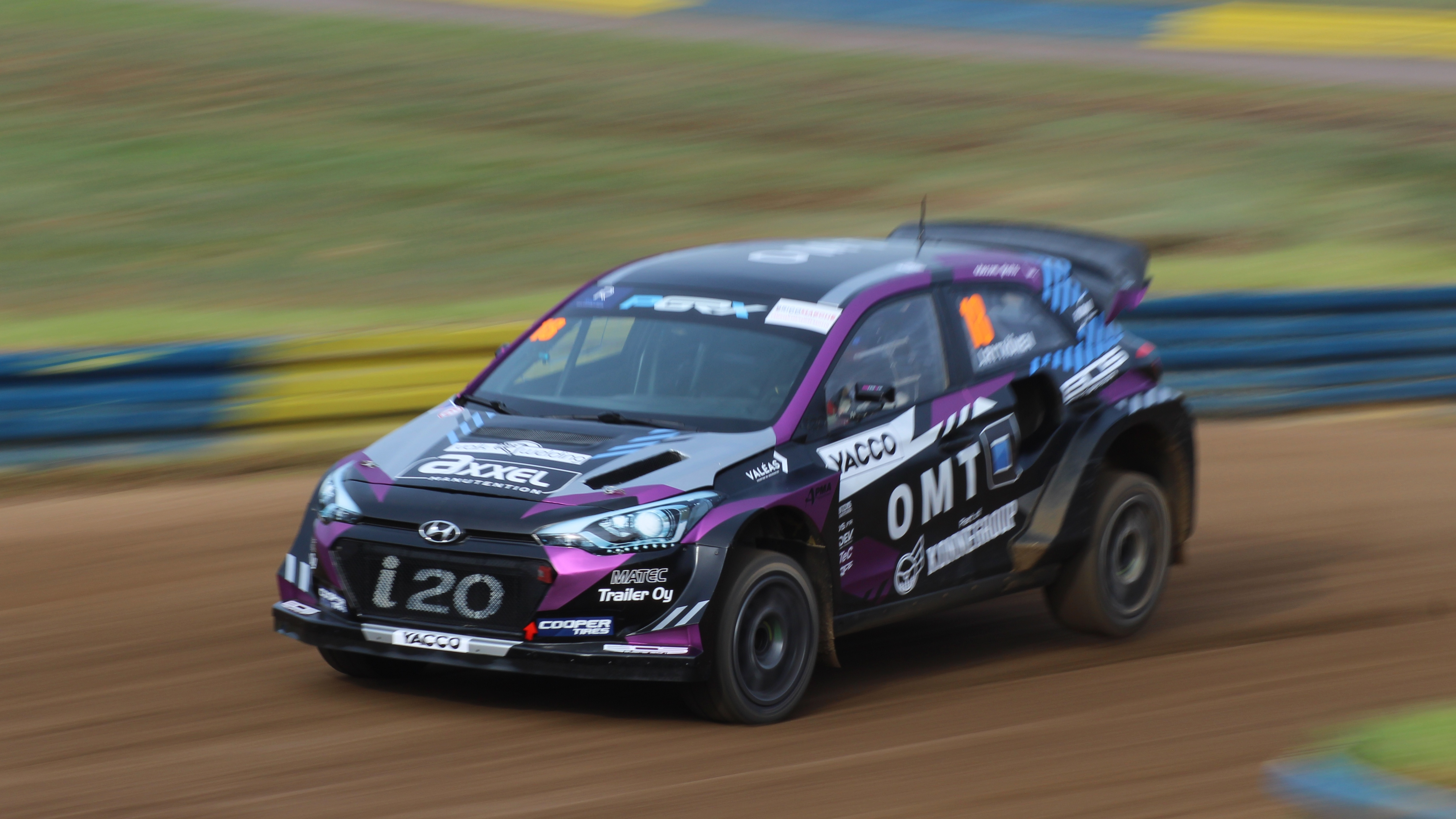
Juha Rytkönen sur sa Hyundai i20 II WRX, remporte les qualifications en Supercar.

Le finlandais Juha Rytkönen s'impose lors de la première manche qualificative du samedi, devançant le champion de l'année précédente, Davy Jeanney, et le hongrois Tamás Kárai. Dans la deuxième manche, Rytkönen confirme sa performance en décrochant une nouvelle victoire, suivi de près par Tamás Kárai et Samuel Peu, mais un problème technique sur sa Škoda Fabia III empêche Davy Jeanney de prendre le départ. La troisième manche, reportée au dimanche matin, voit la victoire de Davy Jeanney, suivi de Damien Meunier, Emmanuel Anne, et Rytkönen. La quatrième manche est à nouveau remportée par Rytkönen, avec Jeanney et Tamás Kárai aux deuxième et troisième places respectivement. À l'issue des manches, Juha Rytkönen se classe premier des qualifications, suivi par Tamás Kárai et Davy Jeanney. Lors des demi-finales, Rytkönen remporte la demi-finale A, suivi par Julien Fébreau, Damien Meunier, et Samuel Peu qui se qualifient pour la finale. Dans la demi-finale B, c'est Tamás Kárai qui s'impose, suivi par Steven Bossard, Laurent Bouliou et Jonathan Pailler qui obtiennent leurs places pour la finale.

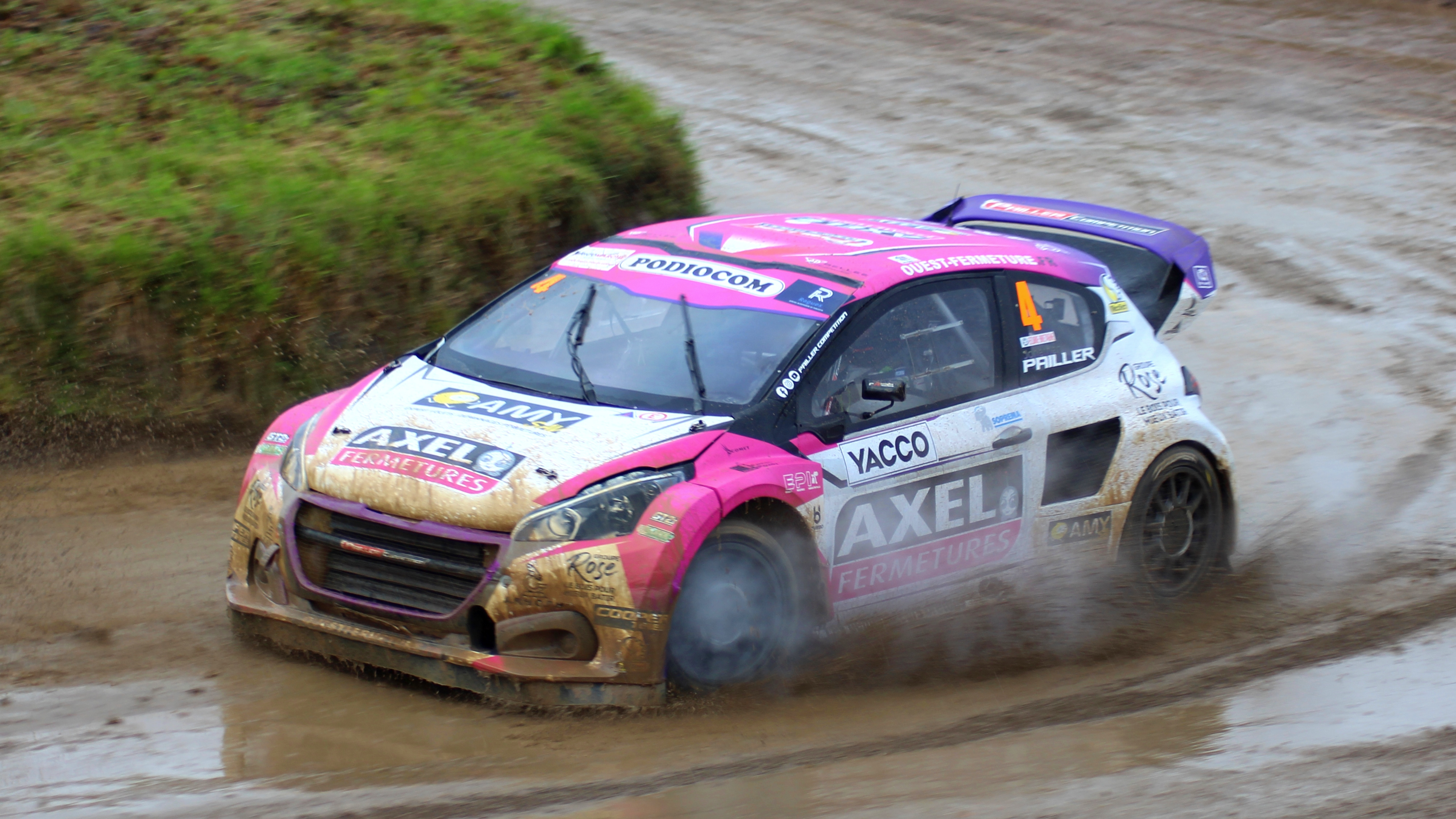
La Peugeot 208 I WRX de Jonathan Pailler en sortie du tour joker.

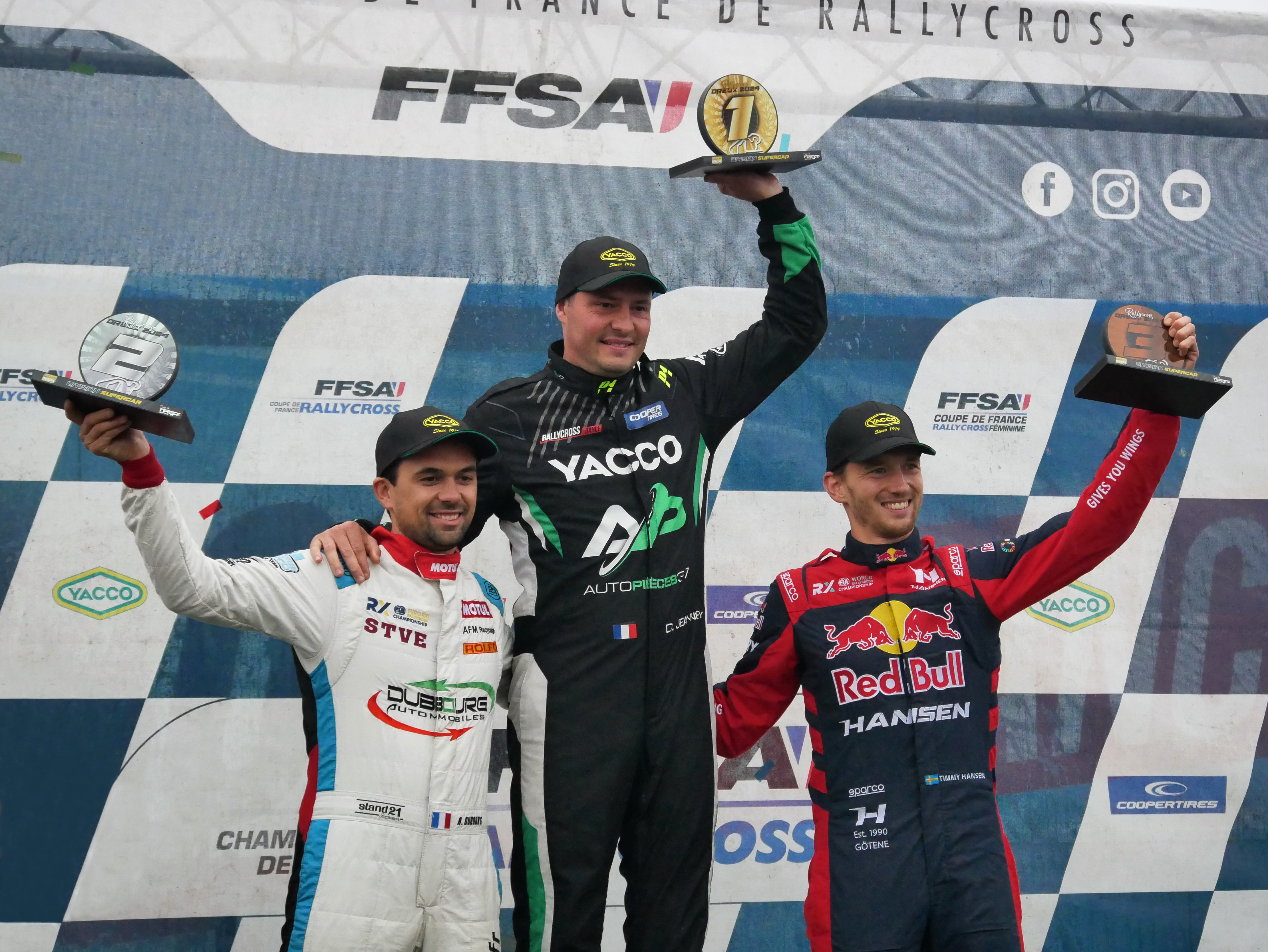
Le podium de Supercar, avec Davy Jeanney (1er), Andréa Dubourg (2e), et Timmy Hansen (3e).

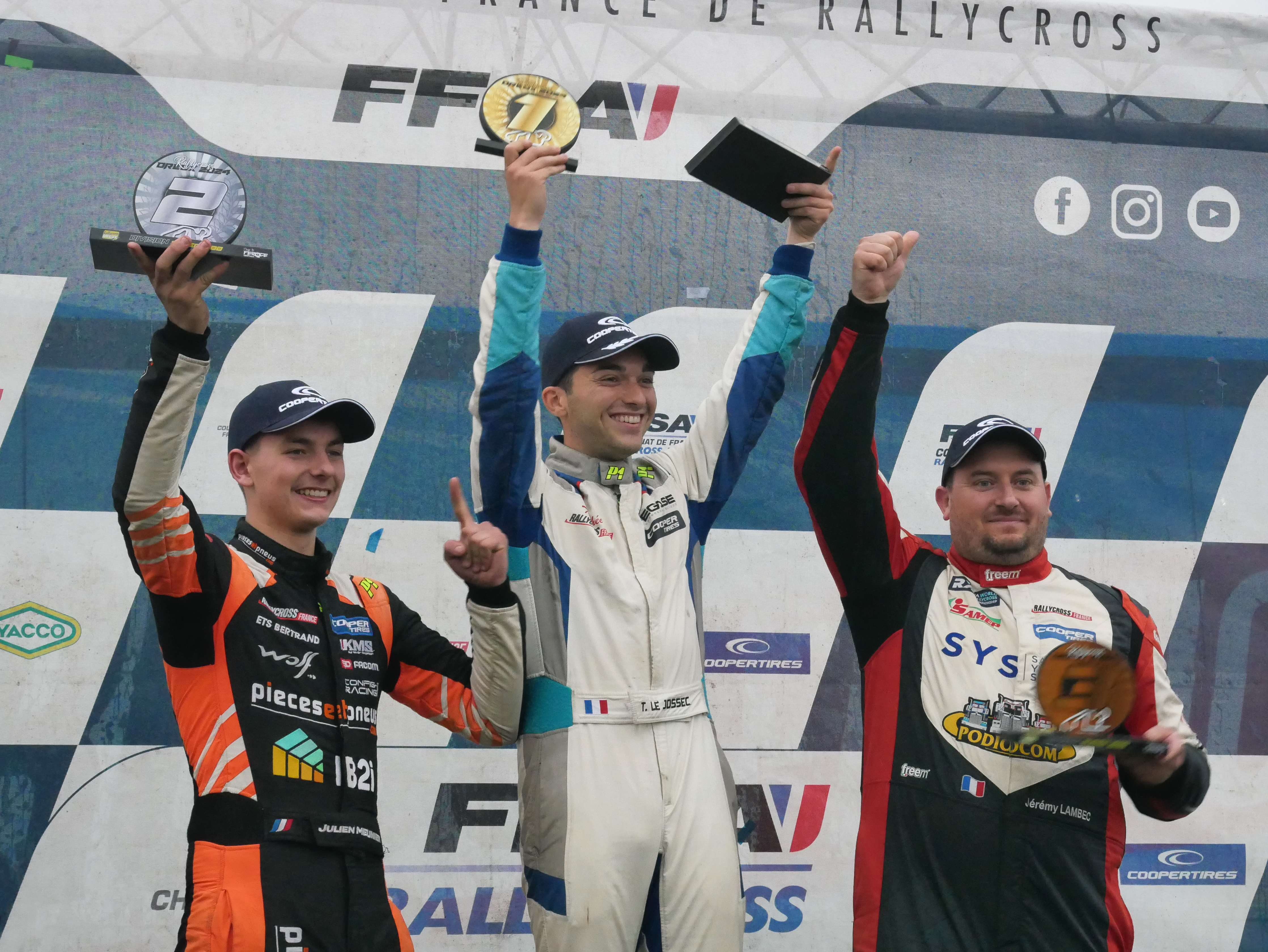
Le podium de Super 1600, avec Tom Le Jossec (1er), Julien Meunier (2e), et Jérémy Lambec (3e).

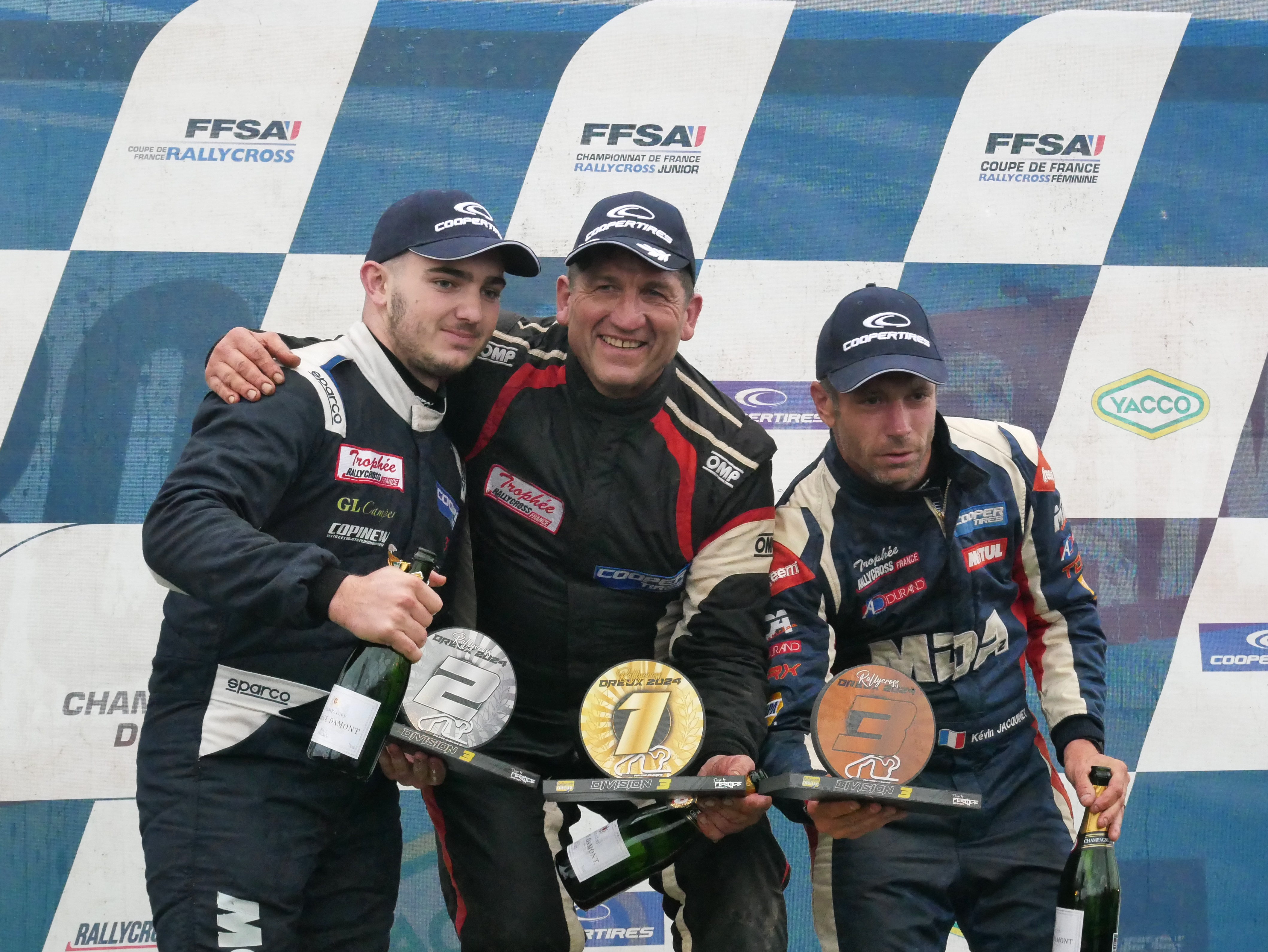
Le podium de Division 3, avec Christophe Saunois (1er), Néo Rivallant (2e), et Kévin Jacquinet (3e).

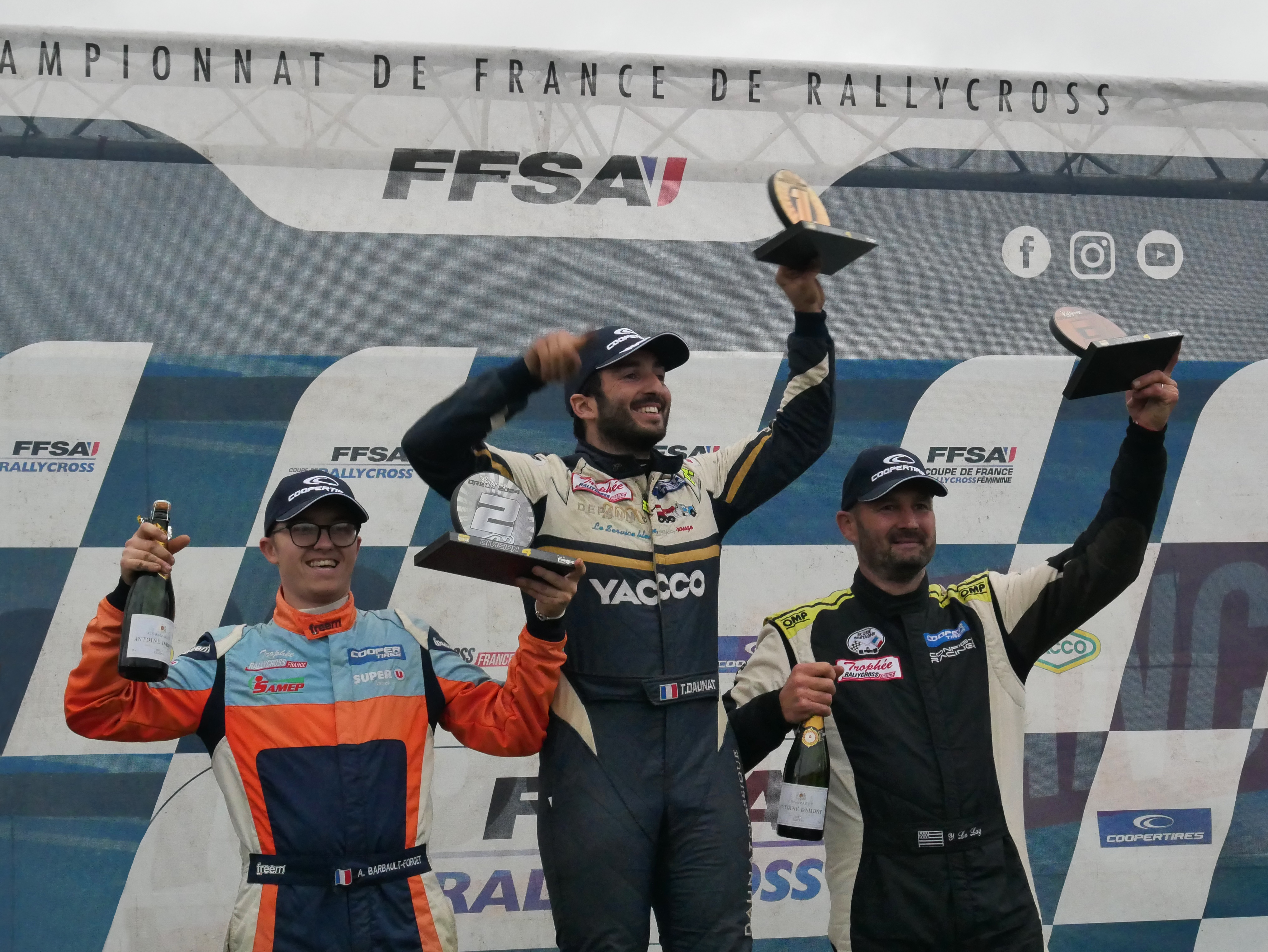
Le podium de Division 4, avec Tom Daunat (1er), Arthur Barbault-Forget (2e), et Yann Le Lay (3e).

Sur la grille de départ de la finale, Juha Rytkönen est placé en pole position, suivi par Tamás Kárai et Steven Bossard sur la première ligne. Sur la deuxième ligne sont placés Julien Fébreau et Damien Meunier, puis Laurent Bouliou, Jonathan Pailler et Samuel Peu sur la troisième ligne. Steven Bossard prend le meilleur départ, suivi par son coéquipier Juha Rytkönen, puis par Julien Fébreau, qui prend le tour joker au premier tour. Au quatrième tour, Samuel Peu abandonne, tandis que Jonathan Pailler, parti en dernière position, remonte plusieurs places. Au cinquième tour, le duo de tête composé de Bossard et Rytkönen, prends le tour joker, permettant à Jonathan Pailler de prendre la tête de la course. Ce dernier profite des deux tours suivants pour gagner du terrain, puis prend le joker au dernier tour de la course, et parvient à ressortir du virage juste devant la Hyundai i20 II WRX de Steven Bossard, lui permettant de remporter l'épreuve de Lessay 2024.

#### Super 1600

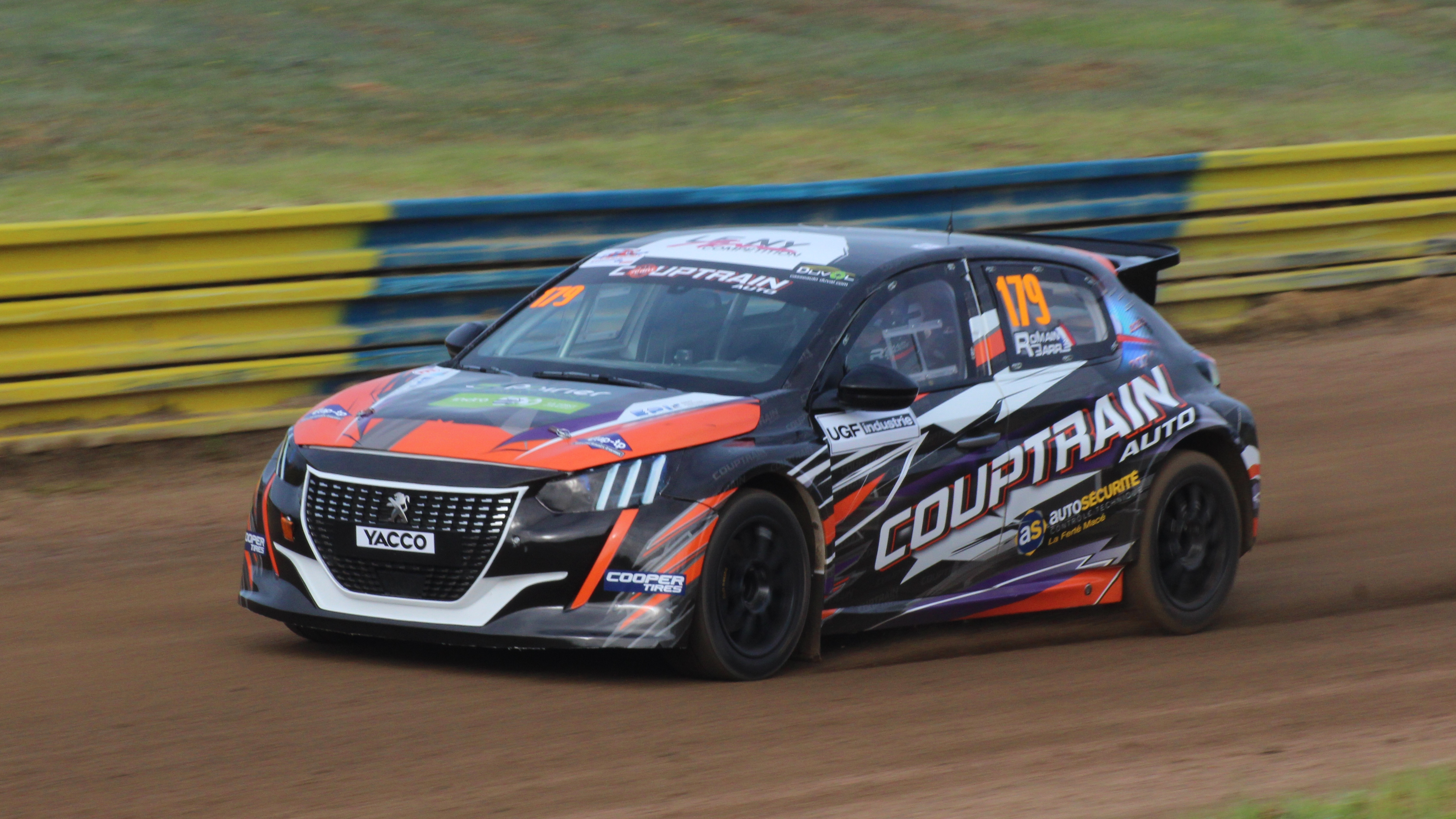
Romain Barré sur sa Peugeot 208 II, remporte les qualifications en Super 1600.

Lors de la première manche qualificative, Julien Meunier réussit à se placer en tête, suivi de près par Romain Barré et Tom Le Jossec. Sur la deuxième manche, Jimmy Terpereau décroche une victoire sur sa nouvelle Peugeot 208 I, tandis que Julien Meunier et Jérémy Lambec complètent le trio de tête. Le dimanche matin, Romain Barré remporte la troisième manche, suivi par Romain Mahé et Jimmy Terpereau. Pour la  dernière séance, Romain Barré confirme et gagne la manche, suivi de Maximilien Eveno et Jimmy Terpereau. À l'issue des manches, Romain Barré se classe premier des qualifications, suivi par Jimmy Terpereau et Tom Le Jossec. Lors des demi-finales, Tom Le Jossec remporte la demi-finale A, suivi par Jérémy Lambec, le rookie Louka Bourd, et Gautier Le Corre qui se qualifient pour la finale. Dans la demi-finale B, c'est le hongrois Balazs Körmöczi qui s'impose, suivi par Jimmy Terpereau, Nicolas Eouzan et Maximilien Eveno qui obtiennent leurs places pour la finale. 

### Épreuve de rallycross de Dreux

#### Supercar

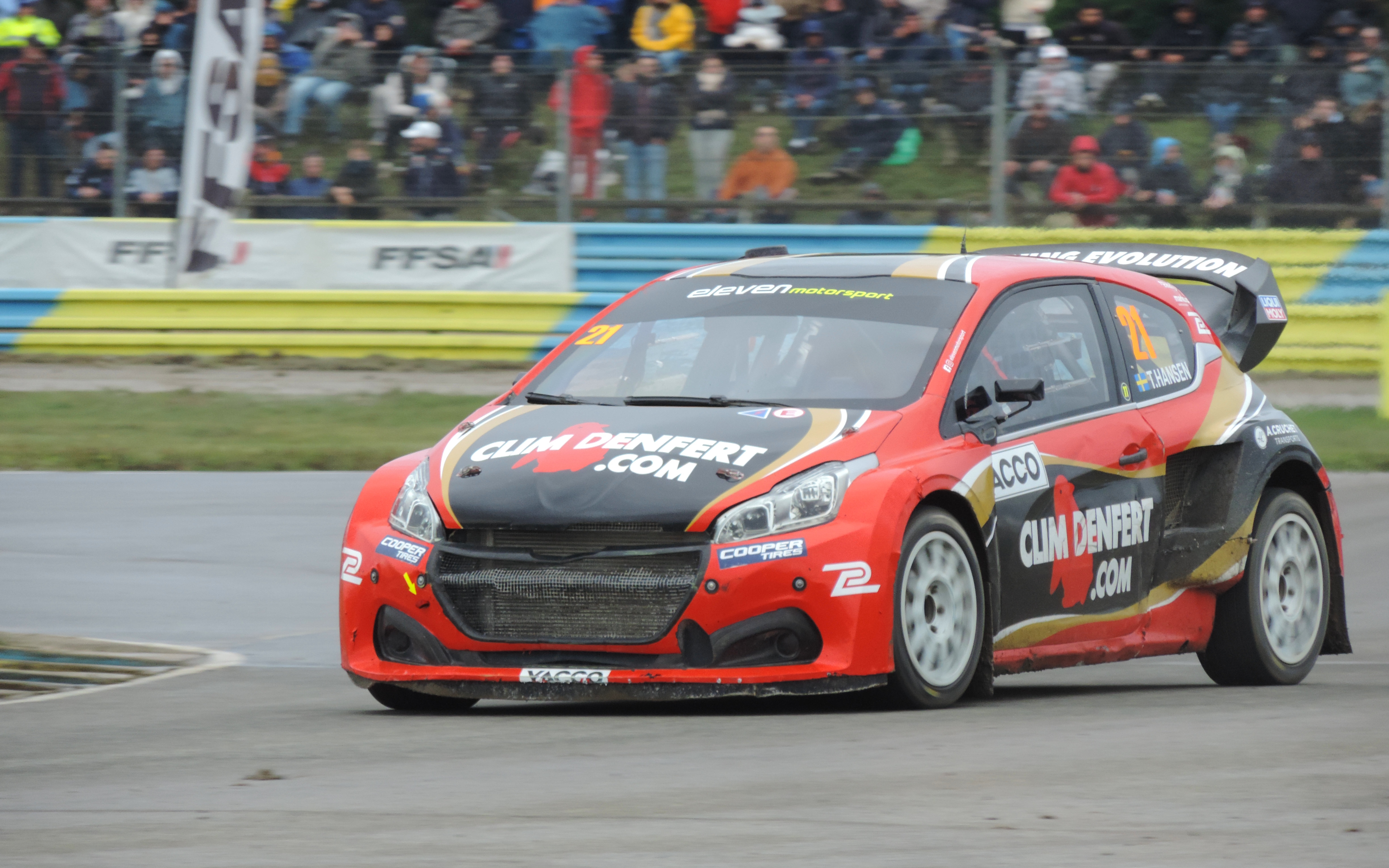
Timmy Hansen sur sa Peugeot 208 I WRX, vainqueur des manches qualificatives et de la demi-finale A.

Le suédois Timmy Hansen remporte la première manche qualificative du samedi, devançant le vainqueur de l'année précédente, Yury Belevskiy, ainsi que Samuel Peu. Dans la seconde manche, Yury Belevskiy prend la première place, suivi de Samuel Peu et Steven Bossard. La troisième manche, disputée de nuit, voit la victoire de Jonathan Pailler, suivi par Juha Rytkönen et Davy Jeanney. La quatrième manche est remportée par Rytkönen, avec Timmy Hansen en deuxième position et Jonathan Pailler en troisième. Au classement final des qualifications, Timmy Hansen termine en tête, suivi de Juha Rytkönen et Davy Jeanney. En demi-finale A, Timmy Hansen s'impose, devant Davy Jeanney, Andréa Dubourg et Tamás Kárai qui décrochent également leur place pour la finale. Dans la demi-finale B, c'est le finlandais Juha Rytkönen qui prend la première position, suivi de Yury Belevskiy, Damien Meunier et Olivier Spampinato, qui obtiennent leurs places en la finale.
Sur la grille de départ de la finale, le champion du monde Timmy Hansen est placé en pole position, suivi par Juha Rytkönen et Davy Jeanney sur la première ligne. Sur la deuxième ligne sont placés Yury Belevskiy et Damien Meunier, puis Andréa Dubourg, Olivier Spampinato et Tamás Kárai sur la troisième ligne. Davy Jeanney, parti à l'exterieur, freine tardivement et parvient à sortir en tête du premier virage. Hansen reste au contact de Jeanney, suivi par Rytkönen, lui-même sous la menace de Belevskiy. Au début du sixième tour, Rytkönen subit une crevaison et se fait dépasser par Andréa Dubourg. Hansen choisit de passer par le joker également au sixième tour, et ressort juste derrière Dubourg. Dans le septième et dernier tour, Belevskiy abandonne, et Jeanney prend à son tour le joker et parvient à ressortir juste devant son ancien coéquipier, Timmy Hansen, s'assurant ainsi la victoire de la course. Ils sont suivi par Andréa Dubourg, Damien Meunier, Olivier Spampinato, Tamás Kárai, et Juha Rytkönen. Cependant, après le drapeau à damier, Timmy Hansen et Tamás Kárai subissent tout les deux une pénalité de 5 secondes, leur faisant perdre chacun une place.

#### Super 1600

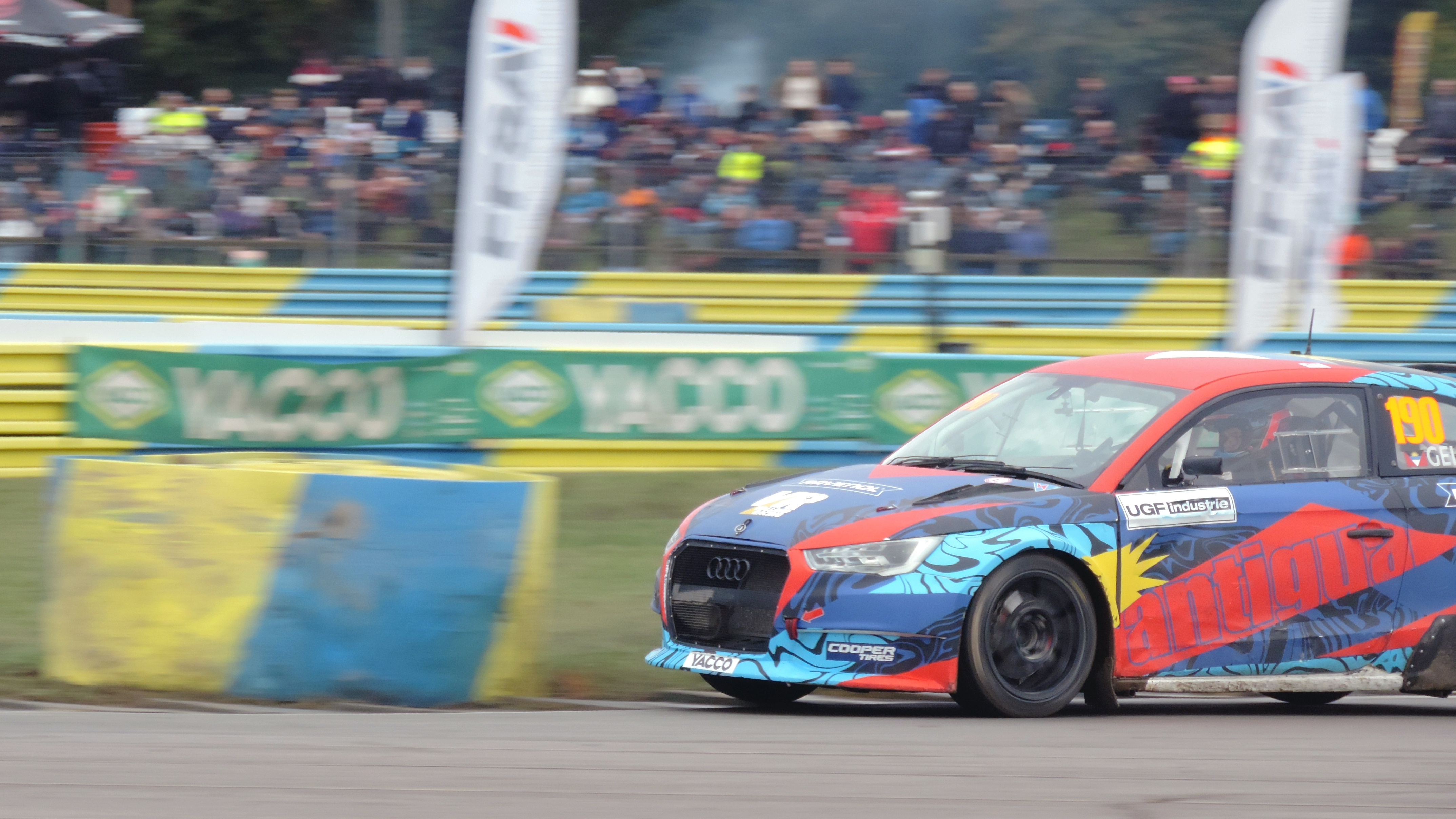
Nicolas Geleyns sur son Audi A1 I, durant la quatrième manche qualificative.

Julien Meunier remporte la première manche qualificative du samedi, devançant Tom Le Jossec, ainsi que Jérémy Lambec. Dans la seconde manche, Julien Meunier confirme et prend la première place, suivi de Jérémy Lambec et Gautier Le Corre. La troisième manche, disputée de nuit, voit une nouvelle victoire de Julien Meunier, suivi par Tom Le Jossec et le lituanien Rytis Gurklys. La quatrième manche est remportée par l'antiguayen Nicolas Geleyns, avec Julien Meunier en deuxième position et Romain Massé en troisième. Au classement final des qualifications, Julien Meunier termine en tête, suivi de Tom Le Jossec et Jérémy Lambec. Lors des demi-finales, Jérémy Lambec remporte la demi-finale A, suivi par Julien Meunier, Maximilien Eveno, et Tony Bardeau qui se qualifient pour la finale. Dans la demi-finale B, c'est Tom Le Jossec qui s'impose, suivi par Romain Massé, Julien Hardonnière et Jean-François Blaise qui obtiennent leurs places pour la finale.
Sur la grille de départ de la finale, Tom Le Jossec est placé en pole position, suivi par Jérémy Lambec et Julien Meunier sur la première ligne. Sur la deuxième ligne sont placés Romain Massé et Maximilien Eveno, puis Julien Hardonnière, Tony Bardeau et Jean-François Blaise sur la troisième ligne. Julien Hardonnière ne prend finalement pas part à la course, et est donc remplacé par le premier suppléant, Gautier Le Corre. Tom Le Jossec s'élance en tête, suivi par Meunier et Lambec, tandis que Jean-François Blaise abandonne. Meunier prend le joker dans le quatrième tour et ressort quatrième derrière Romain Massé, mais le dépasse au deuxième virage. Au cinquième tour, Le Jossec, Lambec, et Massé se dirigent dans le tour joker. Dans la sortie, Meunier se glisse juste devant Lambec et prend la deuxième position, lui garantissant ainsi de remporter le titre de champion de France. À l'arrivée, Le Jossec arrive premier, suivi de Meunier qui a conservé sa place, Lambec, Tony Bardeau, Maximilien Eveno, Romain Massé, et Gautier Le Corre.

#### Division 3

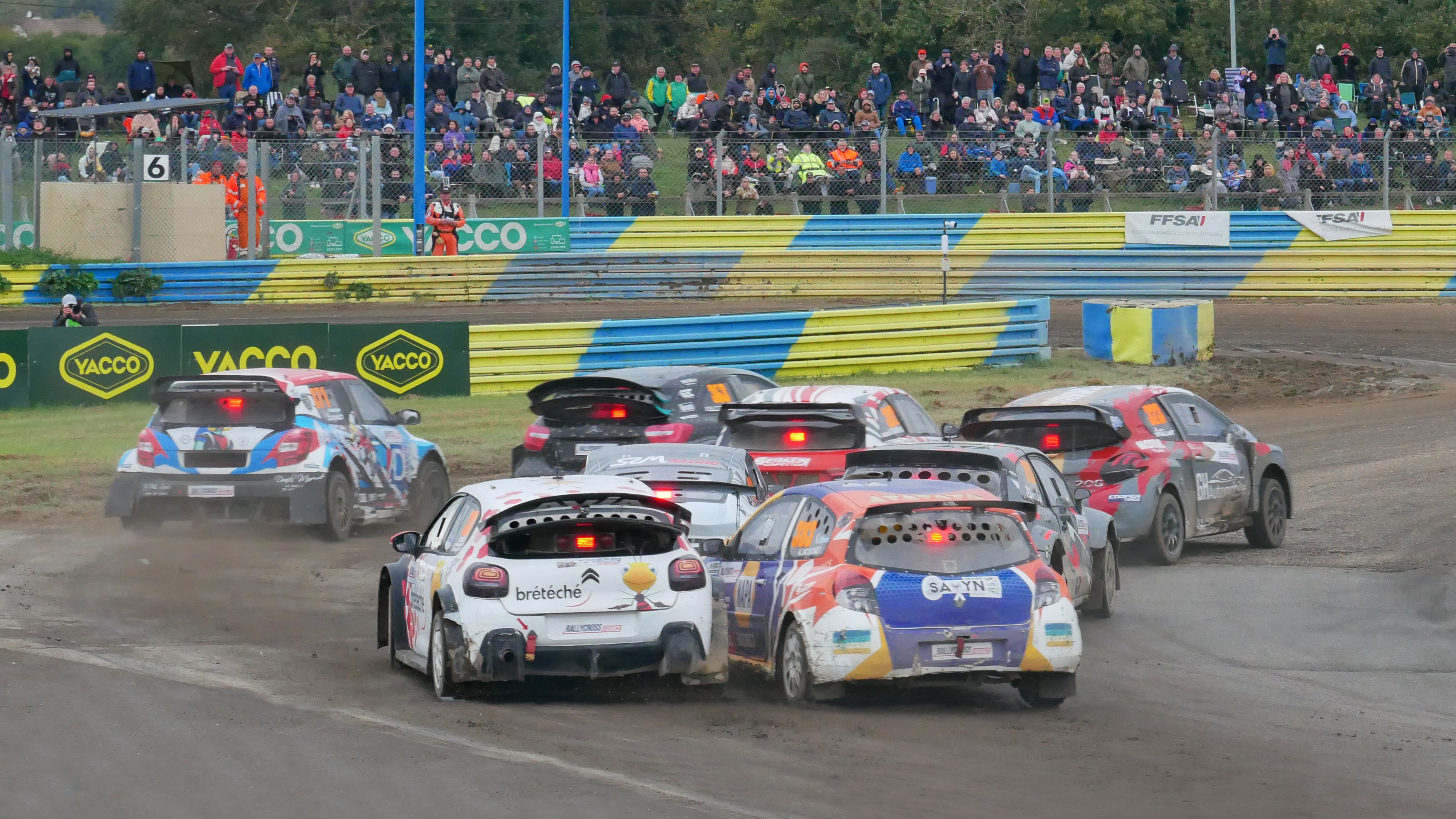
Le départ de la finale de la Division 3.

Le Nicolas Beauclé remporte la première manche qualificative du samedi, devançant Christophe Saunois et Maxime Sordet. Dans la seconde manche, Beauclé confirme en prennant la première place, suivi de Cyril Coué et Emmanuel Danveau. La troisième manche de nuit voit la victoire de Néo Rivallant, suivi par Maxence Dayot et Nicolas Bezard. La quatrième manche est remportée par Christophe Saunois, avec Nicolas Beauclé en deuxième position et Maxime Sordet en troisième. Au classement final des qualifications, Nicolas Beauclé termine en tête, suivi de Cyril Coué et Christophe Saunois. En demi-finale A, Nicolas Beauclé s'impose, devant Christophe Saunois, Néo Rivallant et Kévin Jacquinet qui décrochent également leur place pour la finale. Dans la demi-finale B, c'est Jean-Yves Ollivier qui prend la première position, suivi de Emmanuel Danveau, David Durand et Maxence Dayot, qui obtiennent leurs places en la finale.
Sur la grille de départ de la finale, Nicolas Beauclé est placé en pole position, suivi par Jean-Yves Ollivier et Christophe Saunois sur la première ligne. Sur la deuxième ligne sont placés Emmanuel Danveau et David Durand, puis Néo Rivallant, Kévin Jacquinet et Maxence Dayot sur la troisième ligne. Beauclé et Durand prennent le meilleur départ, tandis qu'Emmanuel Danveau et Jean-Yves Ollivier abandonnent au deuxième virage. Durant prend l'intérieur dans le premier virage du deuxième tout pour dépasser Beauclé, mais c'est finalement Maxence Dayot qui en profite et prend la tête. Beauclé abandonne lui aussi deux virages plus tard. Christophe Saunois prend la tête, alors que Dayot sort du joker et que Durant éclate un pneu. La train avant de la Citroën C3 de Maxence Dayot se casse dans le dernier tour, en sortie du troisième virage, permettant à Kevin Jacquinet de prendre la troisième place. Saunois arrive premier, suivi par Rivallant et Jacquinet. Seuls trois pilotes rallient la fin de la course, tandis que les deux premiers se touchent juste après l'arrivée.

#### Division 4

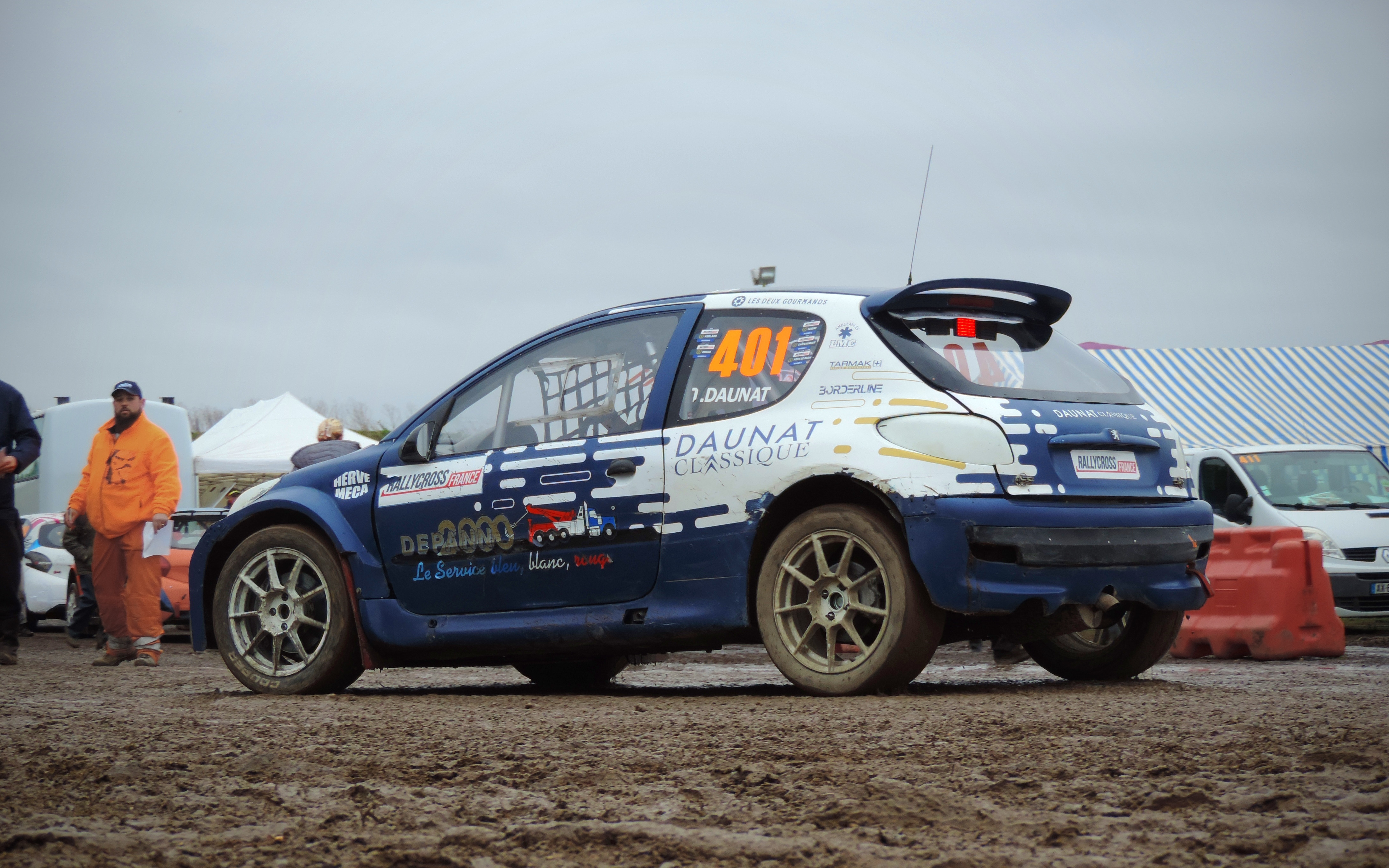
La Peugeot 206+ de Tom Daunat avant la demi-finale B.

Xavier Allereau remporte la première manche qualificative du samedi, devançant le champion en titre Tom Daunat, ainsi que Jean-Philippe Roussillon. Dans la seconde manche, Tom Daunat prend la première place, suivi de Xavier Allereau et Jean-Philippe Roussillon. La troisième manche nocturne voit une deuxième victoire de Xavier Allereau, suivi par Christophe Barbier et Tom Daunat. La quatrième manche est de nouveau remportée par Xavier Allereau, avec Anthony Mauduit en deuxième position et Arthur Barbault-Forget en troisième. Au classement final des qualifications, Xavier Allereau termine en tête, suivi de Tom Daunat et Anthony Mauduit. Lors des demi-finales, Luc Derrien remporte la demi-finale A, suivi par Yann Le Lay, Steven Drouyer, et Thierry Gaignard qui se qualifient pour la finale. Dans la demi-finale B, c'est Tom Daunat qui s'impose, suivi par Arthur Barbault-Forget, Samuel Sevin et Antoni Masset qui obtiennent leurs places pour la finale.
Sur la grille de départ de la finale, Tom Daunat est placé en pole position, suivi par Luc Derrien et Arthur Barbault-Forget sur la première ligne. Sur la deuxième ligne sont placés Yann Le Lay et Samuel Sevin, puis Steven Drouyer, Antoni Masset et Thierry Gaignard sur la troisième ligne. Tom Daunat s'élance en premier, suivi par Barbault-Forget et Le Lay. La bataille pour la troisième place, entre Le Lay et Derrien, qui n'a réalisé que des podiums toute la saison, dure plusieurs tours jusqu'à ce que ce dernier ne prenne le joker. Barbault-Forget et Drouyer s'insèrent dans le joker au cinquième tour, ce dernier ressort en quatrième position, et attaque Le Lay pour la troisième place. Tom Daunat, le seul à ne pas encore avoir pris le joker, le prend au sixième tour, et ressort avec une grande avance qu'il conserve jusqu'au drapeau à damier. Il est suivi par Arthur Barbault-Forget, Yann Le Lay, Steven Drouyer, Luc Derrien, Thierry Gaignard, Samuel Sevin, et Antoni Masset.

## Classements saison 2024

### Supercar
| Pos. | Pilote               | Voiture            | LES      | FAL      | CHÂ      | PON      | KER      | LOH      | MAY      | ESS      | DRE      | Points |
| ---- | -------------------- | ------------------ | -------- | -------- | -------- | -------- | -------- | -------- | -------- | -------- | -------- | ------ |
| 1er  | Steven Bossard       | Hyundai i20 II WRX | 31 (2e)  | 40 (1er) | 37 (2e)  | 38 (2e)  | 40 (1er) | 28 (3e)  | 32 (3e)  | 24 (7e)  | 9 (12e)  | 279    |
| 2e   | Juha Rytkönen        | Hyundai i20 II WRX | 33 (4e)  | 26 (7e)  | 8 (14e)  | 23 (6e)  | 34 (2e)  | 21 (7e)  | 37 (1er) | 41 (1er) | 30 (6e)  | 253    |
| 3e   | Jonathan Pailler     | Peugeot 208 I WRX  | 33 (1er) | 33 (2e)  | 39 (1er) | 25 (5e)  | 29 (6e)  | 27 (6e)  | 18 (8e)  | 11 (12e) | 15 (10e) | 230    |
| 4e   | Samuel Peu           | Peugeot 208 I WRX  | 20 (8e)  | 33 (3e)  | 33 (3e)  | 38 (1er) | 15 (9e)  | 10 (12e) | 38 (2e)  | 14 (6e)  | 17 (9e)  | 218    |
| 5e   | Davy Jeanney         | Škoda Fabia III    | 16 (9e)  | 27 (4e)  | 19 (4e)  | 26 (8e)  | 12 (10e) | 26 (4e)  | 22 (6e)  | 29 (3e)  | 37 (1er) | 214    |
| 6e   | Damien Meunier       | Volkswagen Polo V  | 19 (6e)  | 3 (15e)  | 24 (8e)  | 27 (3e)  | 24 (3e)  | 2 (17e)  | 25 (4e)  | 18 (5e)  | 22 (4e)  | 164    |
| 6e   | Damien Meunier       | Hyundai i20 II WRX | 19 (6e)  | 3 (15e)  | 24 (8e)  | 27 (3e)  | 24 (3e)  | 2 (17e)  | 25 (4e)  | 18 (5e)  | 22 (4e)  | 164    |
| 7e   | David Vincent        | Renault Clio IV RX | 7 (12e)  | 12 (9e)  | 15 (9e)  | -        | 18 (8e)  | 11 (8e)  | 22 (5e)  | 5 (14e)  | 4 (16e)  | 94     |
| 8e   | Laurent Bouliou      | Peugeot 208 I WRX  | 17 (7e)  | 23 (5e)  | 23 (5e)  | 24 (4e)  | -        | -        | -        | -        | -        | 87     |
| 9e   | Olivier Spampinato   | Renault Clio IV RX | Forf.    | -        | 14 (6e)  | 18 (7e)  | 11 (11e) | -        | 25 (7e)  | -        | 18 (5e)  | 86     |
| 10e  | Emmanuel Anne        | Peugeot 208 I WRX  | 10 (11e) | 17 (8e)  | 13 (10e) | 9 (12e)  | 8 (13e)  | 4 (16e)  | 9 (11e)  | 4 (15e)  | 4 (15e)  | 78     |
| 11e  | Fabien Pailler       | Peugeot 208 I WRX  | -        | -        | 9 (13e)  | -        | 21 (4e)  | 14 (10e) | -        | 28 (4e)  | -        | 72     |
| 12e  | Romuald Delaunay     | Peugeot 208 I WRX  | -        | -        | -        | -        | 25 (7e)  | 29 (2e)  | -        | 16 (9e)  | -        | 70     |
| 13e  | Julien Fébreau       | Peugeot 208 I WRX  | 27 (3e)  | -        | -        | -        | -        | -        | -        | 33 (2e)  | -        | 60     |
| 14e  | Tamás Kárai          | Audi A1 I          | 31 (5e)  | -        | 3 (15e)  | -        | -        | 6 (14e)  | -        | -        | 11 (7e)  | 51     |
| 15e  | Alexandre Janot      | Peugeot 208 I WRX  | 6 (14e)  | 8 (12e)  | 0 (19e)  | -        | 0 (18e)  | 16 (5e)  | 10 (9e)  | -        | 8 (13e)  | 48     |
| 16e  | Johan Kristoffersson | Volkswagen Polo V  | -        | -        | -        | -        | -        | 41 (1er) | -        | -        | -        | 41     |
| 17e  | Timmy Hansen         | Peugeot 208 I WRX  | -        | -        | -        | -        | -        | -        | -        | -        | 35 (3e)  | 35     |
| 18e  | Emmanuel Moinel      | Peugeot 208 I WRX  | -        | 10 (11e) | 0 (18e)  | 12 (9e)  | -        | 0 (19e)  | 10 (10e) | -        | 0 (18e)  | 32     |
| 19e  | Erwan Chapalin       | Peugeot 208 I WRX  | 0 (17e)  | 18 (6e)  | 0 (20e)  | Forf.    | 8 (12e)  | 5 (15e)  | Forf.    | -        | -        | 31     |
| 20e  | Stéphane De Ganay    | Citroën DS3 WRX    | -        | -        | 10 (12e) | -        | -        | 0 (20e)  | -        | 8 (13e)  | 12 (11e) | 30     |
| 21e  | Laurent Terroitin    | Citroën DS3 WRX    | 3 (15e)  | -        | 2 (16e)  | 9 (11e)  | 7 (14e)  | Forf.    | 7 (13e)  | 0 (17e)  | 0 (19e)  | 28     |
| 22e  | Andréa Dubourg       | Peugeot 208 I WRX  | -        | -        | -        | -        | -        | -        | -        | -        | 24 (2e)  | 24     |
| 23e  | Laurent Le Manac'h   | Citroën DS3 WRX    | 7 (13e)  | 11 (10e) | -        | -        | 5 (15e)  | 0 (22e)  | -        | Forf.    | -        | 23     |
| 24e  | Yury Belevskiy       | Audi A1 I          | -        | -        | -        | -        | -        | -        | -        | -        | 22 (8e)  | 22     |
| 25e  | Patrick Guillerme    | Hyundai i20 II     | 3 (16e)  | 7 (13e)  | 12 (7e)  | Forf.    | -        | -        | -        | -        | -        | 22     |
| 26e  | Olivier Bossard      | Hyundai i20 II     | -        | -        | -        | -        | 14 (5e)  | -        | 7 (14e)  | -        | Forf.    | 21     |
| 27e  | Eddy Bénézet         | Peugeot 208 I WRX  | -        | -        | -        | 10 (10e) | -        | -        | -        | 11 (11e) | -        | 21     |
| 28e  | Mika Liimatainen     | Hyundai i20 II     | -        | -        | -        | -        | -        | -        | -        | 16 (8e)  | -        | 16     |
| 29e  | Anthony Paillardon   | Ford Fiesta VI WRX | Forf.    | Forf.    | 12 (11e) | Forf.    | 4 (16e)  | 0 (24e)  | -        | -        | -        | 16     |
| 30e  | Dorian Boccolacci    | Peugeot 208 I WRX  | -        | -        | -        | -        | -        | 15 (9e)  | -        | -        | -        | 15     |
| 31e  | Philippe Maloigne    | Renault Clio IV RX | -        | -        | -        | -        | -        | 0 (25e)  | -        | 14 (10e) | 0 (20e)  | 14     |
| 32e  | Pascal Lambec        | Renault Clio IV RX | 0 (18e)  | 5 (14e)  | 0 (21e)  | -        | 0 (19e)  | 0 (26e)  | 8 (12e)  | 0 (18e)  | 0 (21e)  | 13     |
| 33e  | Zoltan Koncseg       | Audi A1 I          | 12 (10e) | -        | -        | -        | -        | 0 (18e)  | -        | -        | -        | 12     |
| 34e  | Anthony Pelfrène     | Peugeot 208 I WRX  | -        | -        | -        | -        | -        | 11 (11e) | -        | -        | -        | 11     |
| 35e  | Niclas Grönholm      | Hyundai i20 II     | -        | -        | -        | -        | -        | 9 (13e)  | -        | -        | -        | 9      |
| 36e  | Dylan Dufas          | Peugeot 208 I WRX  | -        | -        | -        | -        | -        | -        | -        | -        | 7 (14e)  | 7      |
| 37e  | Hervé Lemonnier      | Citroën DS3 WRX    | -        | -        | 2 (17e)  | -        | -        | 0 (23e)  | -        | 3 (16e)  | 0 (17e)  | 5      |
| 38e  | Mattéo Hamon         | Peugeot 208 I WRX  | -        | -        | -        | -        | 0 (20e)  | Forf.    | -        | -        | -        | 0      |
| 39e  | Arthur Le Boudouil   | Renault Clio IV RX | -        | -        | -        | -        | -        | 0 (21e)  | -        | -        | -        | 0      |
| 40e  | Nicolas Briand       | Peugeot 208 I WRX  | -        | -        | -        | -        | 0 (17e)  | -        | -        | -        | -        | 0      |

### Super 1600
| Pos. | Pilote               | Voiture                     | LES      | FAL      | CHÂ      | PON      | KER      | LOH      | MAY      | ESS      | DRE      | Points |
| ---- | -------------------- | --------------------------- | -------- | -------- | -------- | -------- | -------- | -------- | -------- | -------- | -------- | ------ |
| 1er  | Julien Meunier       | Škoda Fabia III             | 13 (11e) | Forf.    | 41 (1er) | 28 (4e)  | 31 (3e)  | 40 (1er) | 41 (1er) | 41 (1er) | 36 (2e)  | 271    |
| 2e   | Jérémy Lambec        | Audi A1 I                   | 23 (3e)  | 31 (3e)  | 33 (2e)  | 37 (2e)  | 37 (2e)  | 12 (9e)  | 32 (4e)  | 29 (3e)  | 33 (3e)  | 267    |
| 3e   | Tom Le Jossec        | Renault Clio V              | 27 (8e)  | 28 (4e)  | 22 (3e)  | 41 (1er) | 17 (9e)  | 33 (2e)  | 21 (7e)  | 37 (2e)  | 40 (1er) | 266    |
| 4e   | Maximilien Eveno     | Citroën C3 III              | 22 (7e)  | 37 (2e)  | 5 (15e)  | -        | 41 (1er) | 25 (8e)  | 21 (6e)  | -        | 22 (5e)  | 173    |
| 5e   | David Moulin         | Audi A1 I                   | 0 (17e)  | 20 (8e)  | 27 (4e)  | 15 (7e)  | 25 (4e)  | 8 (12e)  | 7 (12e)  | 18 (9e)  | 8 (13e)  | 128    |
| 6e   | Jean-François Blaise | Ford Fiesta VII             | Forf.    | 22 (6e)  | 18 (7e)  | 9 (11e)  | 11 (10e) | 19 (7e)  | 23 (5e)  | 18 (6e)  | 8 (8e)   | 128    |
| 7e   | Tony Bardeau         | Renault Twingo II (phase 2) | 0 (18e)  | 20 (5e)  | 12 (12e) | 22 (5e)  | 8 (13e)  | 12 (10e) | 13 (11e) | 20 (5e)  | 20 (4e)  | 127    |
| 8e   | Jimmy Terpereau      | Peugeot 208 I               | 29 (5e)  | 41 (1er) | 17 (9e)  | 23 (6e)  | 0 (24e)  | -        | -        | -        | -        | 110    |
| 9e   | Nicolas Eouzan       | Renault Twingo II (phase 1) | 30 (1er) | 20 (7e)  | 17 (5e)  | Forf.    | -        | 27 (4e)  | Forf.    | 14 (8e)  | 0 (22e)  | 108    |
| 10e  | Louka Bourd          | Renault Clio V              | 21 (4e)  | 7 (13e)  | 0 (18e)  | 15 (10e) | 8 (14e)  | 11 (11e) | 16 (9e)  | -        | 13 (10e) | 91     |
| 11e  | Romain Barré         | Peugeot 208 II              | 18 (9e)  | 12 (9e)  | 14 (11e) | -        | 10 (11e) | -        | 32 (2e)  | 0 (18e)  | -        | 86     |
| 12e  | Julien Hardonnière   | Dacia Sandero I             | -        | -        | -        | -        | 19 (5e)  | 7 (13e)  | 20 (3e)  | 23 (4e)  | 9 (12e)  | 78     |
| 13e  | Romain Massé         | Renault Clio V              | -        | -        | -        | -        | 21 (6e)  | 30 (5e)  | -        | -        | 26 (6e)  | 77     |
| 14e  | Charly Garnier       | Peugeot 208 I               | 8 (13e)  | 11 (10e) | 15 (8e)  | 15 (8e)  | 0 (17e)  | 0 (17e)  | 0 (18e)  | 10 (12e) | 4 (17e)  | 63     |
| 14e  | Charly Garnier       | Škoda Fabia II              | 8 (13e)  | 11 (10e) | 15 (8e)  | 15 (8e)  | 0 (17e)  | 0 (17e)  | 0 (18e)  | 10 (12e) | 4 (17e)  | 63     |
| 15e  | Gautier Le Corre     | Peugeot 208 I               | 14 (6e)  | 6 (14e)  | 5 (14e)  | -        | 0 (19e)  | 0 (21e)  | 6 (14e)  | 4 (15e)  | 14 (7e)  | 49     |
| 16e  | Balazs Körmöczi      | Škoda Fabia II              | 33 (2e)  | -        | 7 (13e)  | -        | -        | Forf.    | -        | -        | -        | 40     |
| 17e  | Lizio Le Lay         | Peugeot 108                 | 0 (19e)  | Forf.    | 2 (16e)  | 7 (13e)  | 10 (12e) | Forf.    | 6 (13e)  | 15 (7e)  | 0 (21e)  | 40     |
| 18e  | Yohann Caillon       | Renault Clio V              | 11 (12e) | -        | 24 (6e)  | -        | -        | 0 (20e)  | -        | -        | -        | 35     |
| 19e  | David Charrieras     | Citroën C2                  | 5 (14e)  | 8 (11e)  | 0 (22e)  | 6 (14e)  | 10 (8e)  | 0 (25e)  | 0 (20e)  | -        | 5 (15e)  | 34     |
| 20e  | Alexandre Lefeuvre   | Peugeot 208 I               | -        | -        | -        | -        | -        | 6 (14e)  | 13 (10e) | -        | 13 (9e)  | 32     |
| 21e  | Andréa Bénézet       | Renault Clio V              | -        | -        | -        | 29 (3e)  | -        | -        | -        | -        | -        | 29     |
| 22e  | Étienne Jouneau      | Renault Twingo II (phase 2) | -        | -        | -        | -        | -        | 26 (3e)  | -        | -        | -        | 26     |
| 23e  | Romain Mahé          | Škoda Fabia II              | 14 (10e) | 1 (16e)  | 0 (19e)  | 7 (12e)  | 3 (16e)  | 0 (26e)  | -        | -        | -        | 25     |
| 24e  | Arnaud De Ferrier    | Škoda Fabia II              | -        | -        | 0 (17e)  | 15 (9e)  | -        | -        | 0 (21e)  | 7 (14e)  | -        | 22     |
| 25e  | Aurélien Garry       | Renault Clio V              | -        | -        | -        | -        | -        | -        | 15 (8e)  | -        | 7 (14e)  | 22     |
| 26e  | Dylan Dufas          | Renault Clio V              | -        | -        | -        | -        | 19 (7e)  | -        | -        | -        | -        | 19     |
| 27e  | Anthony Lalevée      | Renault Twingo II (phase 2) | -        | -        | 16 (10e) | -        | -        | -        | -        | -        | -        | 16     |
| 28e  | Laurent Chartrain    | Renault Clio V              | -        | -        | -        | -        | -        | -        | -        | 15 (10e) | -        | 15     |
| 29e  | Johann Etienne       | Peugeot 108                 | 2 (16e)  | 3 (15e)  | 0 (20e)  | 4 (15e)  | 0 (26e)  | 5 (15e)  | 0 (17e)  | Forf.    | -        | 14     |
| 30e  | Anthony Jan          | Renault Clio IV             | Forf.    | Forf.    | Forf.    | -        | 0 (18e)  | 0 (18e)  | 4 (16e)  | 9 (13e)  | 0 (19e)  | 13     |
| 31e  | Nicolas Geleyns      | Audi A1 I                   | -        | -        | -        | -        | -        | -        | -        | -        | 12 (11e) | 12     |
| 32e  | Martin Massé         | Renault Clio V              | -        | -        | -        | -        | -        | -        | -        | 12 (11e) | -        | 12     |
| 33e  | Mathieu Le Hen       | Citroën DS3 I               | 5 (15e)  | 7 (12e)  | -        | -        | 0 (23e)  | 0 (22e)  | -        | -        | -        | 12     |
| 34e  | Amélien Tertrais     | Renault Twingo II (phase 2) | -        | -        | -        | -        | -        | 11 (6e)  | -        | -        | -        | 11     |
| 35e  | Anthony Paillardon   | Škoda Fabia II              | -        | -        | -        | -        | -        | -        | Forf.    | 2 (16e)  | 5 (16e)  | 7      |
| 36e  | Nicolas Bertho       | Citroën DS3 I               | -        | -        | -        | -        | -        | -        | 5 (15e)  | -        | 0 (18e)  | 5      |
| 37e  | Rudolf Schafer       | Peugeot 208 I               | -        | -        | -        | -        | 5 (15e)  | 0 (23e)  | -        | -        | -        | 5      |
| 38e  | Frédéric Moreau      | X                           | -        | -        | -        | -        | 0 (21e)  | 3 (16e)  | -        | -        | -        | 3      |
| 39e  | Flavian Tertrais     | Renault Twingo II (phase 2) | -        | -        | -        | -        | -        | -        | -        | 1 (17e)  | -        | 1      |
| 40e  | Adrien Le Quere      | Škoda Fabia II              | -        | -        | 0 (21e)  | -        | 0 (20e)  | 0 (19e)  | -        | 0 (20e)  | -        | 0      |
| 41e  | Manuel Carvalho      | Renault Clio IV             | -        | -        | Forf.    | -        | -        | -        | -        | -        | 0 (27e)  | 0      |
| 42e  | Cédric Torres        | Citroën C2                  | -        | -        | -        | -        | -        | 0 (27e)  | -        | -        | 0 (20e)  | 0      |
| 43e  | Nils Volland         | X                           | -        | -        | -        | -        | -        | -        | -        | -        | Forf.    | 0      |
| 44e  | Romain Guegan        | X                           | -        | -        | -        | -        | -        | -        | -        | -        | 0 (25e)  | 0      |
| 45e  | Emmanuel Guillermo   | Peugeot 108                 | Forf.    | -        | Forf.    | Forf.    | 0 (25e)  | 0 (28e)  | 0 (23e)  | 0 (21e)  | 0 (28e)  | 0      |
| 46e  | Jérôme Cœuret        | Citroën DS3 I               | -        | -        | -        | -        | 0 (22e)  | 0 (24e)  | 0 (19e)  | 0 (19e)  | 0 (23e)  | 0      |
| 47e  | Stéphane Champain    | Citroën C2                  | -        | -        | -        | Forf.    | Forf.    | -        | -        | -        | -        | 0      |
| 48e  | Pascal Le Nouvel     | Citroën C2                  | -        | -        | -        | -        | -        | -        | 0 (22e)  | -        | 0 (26e)  | 0      |
| 49e  | Rytis Gurklys        | Škoda Fabia III             | -        | -        | -        | -        | -        | -        | -        | -        | 0 (24e)  | 0      |

### Division 3
| Pos. | Pilote                | Voiture                           | LES      | FAL      | CHÂ      | PON      | KER      | LOH      | MAY      | ESS      | DRE      | Points |
| ---- | --------------------- | --------------------------------- | -------- | -------- | -------- | -------- | -------- | -------- | -------- | -------- | -------- | ------ |
| 1er  | Nicolas Beauclé       | Mercedes-Benz Classe A (Type 176) | 39 (1er) | Forf.    | 37 (2e)  | 41 (1er) | 18 (8e)  | 31 (6e)  | 28 (4e)  | 24 (8e)  | 31 (6e)  | 249    |
| 2e   | Nicolas Bezard        | Renault Clio IV                   | 24 (4e)  | 37 (1er) | 37 (1er) | 23 (3e)  | 13 (4e)  | 13 (11e) | 13 (9e)  | 13 (11e) | 17 (10e) | 190    |
| 3e   | Paul Cocaign          | Ford Fiesta VII (phase 1)         | 5 (15e)  | -        | -        | 37 (2e)  | 35 (2e)  | 29 (5e)  | 33 (2e)  | 41 (1er) | 9 (13e)  | 189    |
| 4e   | Christophe Saunois    | Audi A1 I                         | 26 (8e)  | Forf.    | Forf.    | -        | 41 (1er) | 33 (1er) | 30 (3e)  | 17 (9e)  | 37 (1er) | 184    |
| 5e   | David Durand          | Škoda Fabia II                    | 20 (6e)  | 15 (9e)  | 20 (5e)  | 24 (6e)  | 21 (5e)  | 24 (7e)  | 15 (8e)  | 16 (5e)  | 23 (5e)  | 178    |
| 6e   | Emmanuel Danveau      | Volkswagen Polo V                 | 0 (19e)  | 38 (2e)  | 27 (6e)  | 27 (5e)  | 15 (9e)  | 7 (13e)  | 21 (7e)  | 21 (4e)  | 18 (8e)  | 174    |
| 7e   | Kévin Jacquinet       | Renault Clio III                  | 31 (3e)  | 28 (4e)  | 0 (17e)  | 11 (11e) | 19 (6e)  | 21 (3e)  | 11 (11e) | 21 (7e)  | 24 (3e)  | 166    |
| 8e   | Éthan Gouriou         | Volkswagen Polo V                 | 18 (5e)  | 27 (3e)  | 28 (3e)  | Forf.    | 7 (15e)  | 18 (4e)  | 28 (5e)  | Forf.    | -        | 126    |
| 9e   | Tony Lhomond          | Ford Fiesta VI (phase 2)          | 32 (2e)  | -        | -        | -        | 29 (3e)  | -        | 41 (1er) | -        | -        | 102    |
| 10e  | Laurent Jacquinet     | Ford Fiesta VI (phase 2)          | 9 (10e)  | 15 (8e)  | 0 (18e)  | 17 (8e)  | 0 (21e)  | 13 (9e)  | 10 (12e) | 27 (3e)  | 4 (15e)  | 95     |
| 11e  | Franck Pelhatre       | Renault Mégane III                | 7 (13e)  | 16 (6e)  | 6 (15e)  | 11 (10e) | 11 (12e) | 4 (15e)  | 11 (10e) | 8 (12e)  | 7 (14e)  | 81     |
| 12e  | Jean-Baptiste Vallée  | Citroën C3 III                    | 4 (16e)  | 31 (5e)  | 7 (12e)  | 6 (13e)  | 0 (17e)  | 0 (28e)  | 8 (13e)  | 7 (15e)  | 9 (12e)  | 72     |
| 13e  | Grégory Le Guernevé   | Mini Cooper III                   | 27 (7e)  | -        | -        | -        | 13 (11e) | 13 (10e) | Forf.    | 13 (10e) | 1 (17e)  | 67     |
| 14e  | Morgan Gourdan        | Peugeot 208 I                     | 10 (9e)  | 14 (10e) | 13 (10e) | 15 (9e)  | 4 (16e)  | 0 (17e)  | Forf.    | Forf.    | Forf.    | 56     |
| 15e  | Lorenzo Delaunay      | Peugeot 208 I                     | -        | 10 (12e) | 6 (14e)  | 25 (4e)  | 13 (7e)  | 0 (20e)  | 0 (19e)  | 0 (18e)  | 0 (19e)  | 54     |
| 16e  | Jean-Yves Ollivier    | Porsche 911 (991) GT2 RS          | -        | 15 (7e)  | -        | -        | 0 (18e)  | 12 (12e) | Forf.    | 0 (17e)  | 23 (7e)  | 50     |
| 17e  | Olivier Yvoir         | Peugeot 208 II                    | 8 (12e)  | 6 (13e)  | -        | -        | 0 (22e)  | 35 (2e)  | 0 (17e)  | Forf.    | 0 (20e)  | 49     |
| 18e  | Maxime Sordet         | Volkswagen Polo V GTI             | -        | -        | -        | -        | -        | -        | -        | 35 (2e)  | 13 (11e) | 48     |
| 19e  | Laurent Lourdeaux     | Peugeot 208 I                     | Forf.    | Forf.    | 15 (7e)  | 17 (7e)  | 0 (24e)  | 14 (8e)  | -        | 0 (22e)  | Forf.    | 46     |
| 20e  | Nicolas Flon          | X                                 | -        | -        | 17 (8e)  | -        | 13 (10e) | 0 (24e)  | 0 (20e)  | -        | -        | 30     |
| 21e  | Gaëtan Dando          | Ford Fiesta VII (phase 1)         | -        | 11 (11e) | Forf.    | Forf.    | 0 (19e)  | 4 (14e)  | 3 (16e)  | 12 (6e)  | 0 (25e)  | 30     |
| 22e  | Alexandre Janot       | X                                 | -        | -        | 26 (4e)  | -        | -        | -        | -        | -        | -        | 26     |
| 23e  | Julien Anodeau        | Mini II                           | -        | -        | -        | -        | -        | -        | 13 (6e)  | 8 (13e)  | 3 (16e)  | 24     |
| 24e  | Gilles Lambert        | Toyota Auris I                    | 8 (11e)  | 5 (14e)  | 10 (11e) | 1 (16e)  | 0 (20e)  | 0 (21e)  | 0 (23e)  | 0 (21e)  | 0 (26e)  | 24     |
| 25e  | Néo Rivallant         | Peugeot 208 I                     | -        | -        | -        | -        | -        | -        | -        | -        | 22 (2e)  | 22     |
| 26e  | Cyril Coué            | Volkswagen Polo V                 | -        | -        | -        | -        | -        | -        | -        | -        | 19 (9e)  | 19     |
| 27e  | Roger Février         | Citroën C3 III                    | 5 (14e)  | 3 (15e)  | -        | 7 (12e)  | 0 (25e)  | 0 (18e)  | 4 (15e)  | 0 (19e)  | -        | 19     |
| 28e  | David Le Ferrand      | X                                 | -        | -        | 17 (9e)  | -        | -        | -        | -        | -        | -        | 17     |
| 29e  | Maxence Dayot         | Citroën C3 III                    | -        | -        | -        | -        | -        | -        | -        | -        | 15 (4e)  | 15     |
| 30e  | Emmanuel Le Borgne    | X                                 | -        | Forf.    | Forf.    | Forf.    | 9 (14e)  | 4 (16e)  | -        | Forf.    | Forf.    | 13     |
| 31e  | Jean-Sébastien Vigion | X                                 | -        | -        | -        | Forf.    | 10 (13e) | -        | -        | -        | -        | 10     |
| 32e  | Olivier Lourdeaux     | Volkswagen Polo V                 | 0 (20e)  | Forf.    | 3 (16e)  | 6 (14e)  | 0 (26e)  | 0 (26e)  | -        | 0 (26e)  | Forf.    | 9      |
| 33e  | Benoît Morel          | X                                 | -        | -        | -        | -        | -        | -        | -        | 8 (14e)  | Forf.    | 8      |
| 34e  | Geoffrey Audran       | Ford Fiesta VII                   | 0 (18e)  | Forf.    | 6 (13e)  | -        | 0 (27e)  | 0 (29e)  | -        | 0 (24e)  | -        | 6      |
| 35e  | Denis Rozier          | X                                 | -        | -        | -        | 6 (15e)  | -        | -        | -        | -        | -        | 6      |
| 36e  | Mathieu Fretin        | X                                 | -        | -        | -        | -        | -        | 0 (22e)  | 6 (14e)  | 0 (25e)  | -        | 6      |
| 37e  | Fabrice Lefèvre       | X                                 | -        | -        | -        | -        | -        | -        | Forf.    | 4 (16e)  | 0 (18e)  | 4      |
| 38e  | Guillaume Sarrazin    | Volkswagen Polo V                 | 2 (17e)  | -        | -        | Forf.    | 0 (28e)  | 0 (27e)  | 0 (22e)  | 0 (23e)  | 0 (23e)  | 2      |
| 39e  | Emmanuel Bequet       | Peugeot 208 I                     | Forf.    | Forf.    | Forf.    | Forf.    | Forf.    | 0 (25e)  | 0 (24e)  | Forf.    | 0 (22e)  | 0      |
| 40e  | Thierry Danveau       | Nissan Micra K14                  | Forf.    | Forf.    | Forf.    | Forf.    | Forf.    | Forf.    | Forf.    | Forf.    | -        | 0      |
| 41e  | Thomas Fretin         | X                                 | -        | -        | -        | -        | -        | 0 (23e)  | 0 (18e)  | 0 (27e)  | -        | 0      |
| 42e  | Thierry Roudaut       | X                                 | -        | -        | -        | -        | 0 (23e)  | -        | -        | -        | -        | 0      |
| 43e  | Freddy Remaud         | X                                 | -        | -        | -        | -        | -        | -        | -        | -        | 0 (24e)  | 0      |
| 44e  | Alain Heu             | Renault Clio V                    | Forf.    | Forf.    | Forf.    | -        | -        | Forf.    | -        | 0 (20e)  | 0 (21e)  | 0      |
| 45e  | Marc Morize           | BMW M2                            | -        | Forf.    | -        | -        | -        | 0 (19e)  | 0 (21e)  | -        | -        | 0      |

### Division 4
| Pos. | Pilote                   | Voiture                     | LES      | FAL      | CHÂ      | PON      | KER      | LOH      | MAY      | ESS      | DRE      | Points |
| ---- | ------------------------ | --------------------------- | -------- | -------- | -------- | -------- | -------- | -------- | -------- | -------- | -------- | ------ |
| 1er  | Luc Derrien              | Honda Civic VIII Type R     | 41 (1er) | 17 (3e)  | 36 (2e)  | 34 (3e)  | 37 (2e)  | 37 (2e)  | 41 (1er) | 33 (3e)  | 28 (5e)  | 304    |
| 2e   | Anthony Mauduit          | Renault Clio III            | 20 (8e)  | 30 (7e)  | 40 (1er) | 41 (1er) | 41 (1er) | 0 (21e)  | 34 (3e)  | 39 (1er) | 17 (10e) | 262    |
| 3e   | Arthur Barbault-Forget   | Peugeot 208 I               | 19 (3e)  | 38 (1er) | 7 (13e)  | 16 (9e)  | 29 (4e)  | 41 (1er) | 32 (2e)  | 28 (6e)  | 31 (2e)  | 241    |
| 4e   | Christophe Barbier       | Citroën DS3 I               | 37 (2e)  | 34 (2e)  | 26 (5e)  | 12 (10e) | 23 (6e)  | 10 (13e) | 26 (4e)  | 14 (9e)  | 12 (12e) | 194    |
| 5e   | Steven Drouyer           | Renault Clio III            | Forf.    | 28 (4e)  | 27 (3e)  | 23 (7e)  | 28 (3e)  | 10 (12e) | 11 (11e) | 33 (2e)  | 21 (4e)  | 181    |
| 6e   | Xavier Allereau          | Peugeot 208 I               | 10 (12e) | 22 (8e)  | 20 (7e)  | 34 (2e)  | 11 (9e)  | 15 (7e)  | 18 (9e)  | 20 (4e)  | 20 (9e)  | 170    |
| 7e   | Antoni Masset            | Renault Clio V              | 0 (24e)  | 9 (11e)  | 24 (6e)  | 10 (12e) | 19 (7e)  | 24 (5e)  | 15 (6e)  | 22 (7e)  | 15 (8e)  | 138    |
| 8e   | Yann Le Lay              | Peugeot 207                 | 23 (6e)  | -        | 20 (8e)  | 23 (4e)  | 7 (13e)  | 6 (14e)  | 19 (7e)  | 8 (12e)  | 23 (3e)  | 129    |
| 9e   | Samuel Sevin             | Honda Civic VIII Type R     | 23 (7e)  | 12 (9e)  | 18 (4e)  | 20 (6e)  | 8 (12e)  | Forf.    | 13 (10e) | 13 (10e) | 19 (7e)  | 126    |
| 10e  | Jean-Philippe Roussillon | Citroën C3 III              | 16 (9e)  | -        | 8 (12e)  | -        | 25 (5e)  | 11 (11e) | 23 (5e)  | 25 (5e)  | 15 (11e) | 123    |
| 11e  | Ivan Bedouet             | Peugeot 207                 | 20 (5e)  | 7 (13e)  | 3 (16e)  | 7 (13e)  | 9 (10e)  | 25 (3e)  | 9 (13e)  | -        | -        | 80     |
| 12e  | Josselin Laurance        | Citroën DS3 I               | 9 (13e)  | 18 (6e)  | 9 (11e)  | 19 (5e)  | 2 (16e)  | 13 (9e)  | 0 (18e)  | 5 (14e)  | -        | 75     |
| 13e  | Julien Guillard          | Renault Clio IV             | 7 (15e)  | 24 (5e)  | 13 (10e) | -        | 17 (8e)  | 12 (10e) | -        | -        | -        | 73     |
| 14e  | Nicolas Bothorel         | Citroën DS3 I               | 12 (10e) | 10 (10e) | 14 (9e)  | Forf.    | 0 (17e)  | 24 (8e)  | -        | 10 (11e) | -        | 70     |
| 15e  | Tom Daunat               | Peugeot 206+                | -        | -        | -        | -        | -        | -        | -        | -        | 40 (1er) | 40     |
| 16e  | Christophe Rio           | Renault Clio IV             | 3 (16e)  | -        | 6 (14e)  | -        | 0 (19e)  | 26 (4e)  | 5 (15e)  | -        | -        | 40     |
| 17e  | Maxime Morin             | Peugeot 208 I               | 16 (4e)  | 3 (16e)  | Forf.    | 11 (11e) | 6 (14e)  | Forf.    | -        | -        | -        | 36     |
| 18e  | Simon Ringuet            | Peugeot 207                 | 0 (17e)  | 6 (14e)  | Forf.    | Forf.    | Forf.    | 11 (6e)  | 11 (8e)  | -        | 8 (13e)  | 36     |
| 19e  | Nicolas Ruelland         | Peugeot 206+                | 7 (14e)  | 7 (12e)  | 0 (18e)  | 3 (16e)  | 9 (11e)  | 3 (16e)  | 0 (17e)  | 7 (13e)  | -        | 36     |
| 20e  | Jordan Fouasse           | Honda Civic VIII Type R     | 10 (11e) | -        | 4 (15e)  | 4 (15e)  | 4 (15e)  | 2 (17e)  | 10 (12e) | Forf.    | -        | 34     |
| 21e  | Thierry Gaignard         | Peugeot 208 I               | 0 (18e)  | -        | -        | 13 (8e)  | 0 (20e)  | 5 (15e)  | -        | Forf.    | 14 (6e)  | 32     |
| 22e  | Estelle Lambec           | Peugeot 208 I               | 0 (21e)  | 3 (15e)  | 0 (17e)  | 0 (17e)  | 0 (23e)  | 0 (20e)  | 2 (16e)  | 5 (15e)  | 3 (15e)  | 13     |
| 23e  | Jordy Claus              | Peugeot 206+                | 0 (20e)  | -        | -        | -        | 0 (22e)  | 0 (19e)  | -        | 11 (8e)  | -        | 11     |
| 24e  | Arthur Ruelland          | Peugeot 206+                | -        | -        | -        | -        | -        | -        | -        | -        | 7 (14e)  | 7      |
| 25e  | Brandon Drouyer          | Renault Twingo II (phase 2) | -        | -        | -        | -        | -        | -        | 6 (14e)  | -        | Forf.    | 6      |
| 26e  | Maxime Morin             | Peugeot 208 I               | 0 (22e)  | -        | Forf.    | 4 (14e)  | 0 (21e)  | 0 (18e)  | Forf.    | -        | -        | 4      |
| 27e  | Yoann Tirel              | Peugeot 207                 | 0 (19e)  | -        | -        | -        | -        | 0 (22e)  | -        | -        | -        | 0      |
| 28e  | Adrien Le Quere          | X                           | -        | -        | Forf.    | -        | -        | -        | -        | -        | -        | 0      |
| 29e  | Ameyric Laurance         | Citroën C4 Coupé I          | 0 (23e)  | -        | -        | -        | -        | -        | -        | -        | -        | 0      |
| 30e  | Anthony Jan              | Renault Clio IV             | -        | -        | -        | Forf.    | Forf.    | -        | -        | -        | -        | 0      |
| 31e  | Christophe Lortie        | X                           | -        | -        | -        | -        | Forf.    | -        | -        | -        | -        | 0      |
| 32e  | Quentin Le Bail          | Renault Clio IV             | Forf.    | Forf.    | 0 (19e)  | Forf.    | 0 (18e)  | -        | -        | -        | -        | 0      |
| 33e  | Vincent Charrier         | Citroën C4 Coupé I          | -        | Forf.    | -        | -        | -        | Forf.    | -        | -        | -        | 0      |

#### Classements
1. ↑  Franck Herbert (chronométreur), « Dreux, Supercar, classement intermédiaire » [PDF], sur Rallycross France, 20 octobre 2024
2. ↑  Franck Herbert (chronométreur), « Dreux, Supercar, classement demi-finale A » [PDF], sur Rallycross France, 20 octobre 2024
3. ↑  Franck Herbert (chronométreur), « Dreux, Supercar, classement demi-finale B » [PDF], sur Rallycross France, 20 octobre 2024
4. ↑  « Dreux, Supercar, grille de départ finale » [PDF], sur Rallycross France, 20 octobre 2024
5. ↑  Franck Herbert (chronométreur), « Dreux, Supercar, classement finale » [PDF], sur Rallycross France, 20 octobre 2024
6. ↑  Franck Herbert (chronométreur), « Dreux, Super 1600, classement intermédiaire » [PDF], sur Rallycross France, 20 octobre 2024
7. ↑  Franck Herbert (chronométreur), « Dreux, Super 1600, classement demi-finale A » [PDF], sur Rallycross France, 20 octobre 2024
8. ↑  Franck Herbert (chronométreur), « Dreux, Super 1600, classement demi-finale B » [PDF], sur Rallycross France, 20 octobre 2024
9. ↑  « Dreux, Super 1600, grille de départ finale » [PDF], sur Rallycross France, 20 octobre 2024
10. ↑  Franck Herbert (chronométreur), « Dreux, Super 1600, classement finale » [PDF], sur Rallycross France, 20 octobre 2024
11. ↑  Franck Herbert (chronométreur), « Dreux, Division 3, classement intermédiaire » [PDF], sur Rallycross France, 20 octobre 2024
12. ↑  Franck Herbert (chronométreur), « Dreux, Division 3, classement demi-finale A » [PDF], sur Rallycross France, 20 octobre 2024
13. ↑  Franck Herbert (chronométreur), « Dreux, Division 3, classement demi-finale B » [PDF], sur Rallycross France, 20 octobre 2024
14. ↑  « Dreux, Division 3, grille de départ finale » [PDF], sur Rallycross France, 20 octobre 2024
15. ↑  Franck Herbert (chronométreur), « Dreux, Division 3, classement finale » [PDF], sur Rallycross France, 20 octobre 2024
16. ↑  Franck Herbert (chronométreur), « Dreux, Division 4, classement intermédiaire » [PDF], sur Rallycross France, 20 octobre 2024
17. ↑  Franck Herbert (chronométreur), « Dreux, Division 4, classement demi-finale A » [PDF], sur Rallycross France, 20 octobre 2024
18. ↑  Franck Herbert (chronométreur), « Dreux, Division 4, classement demi-finale B » [PDF], sur Rallycross France, 20 octobre 2024
19. ↑  « Dreux, Division 4, grille de départ finale » [PDF], sur Rallycross France, 20 octobre 2024
20. ↑  Franck Herbert (chronométreur), « Dreux, Division 4, classement finale » [PDF], sur Rallycross France, 20 octobre 2024

#### Autres références
1. ↑  « Le championnat de France a dévoilé son calendrier 2024, Mayenne toujours au programme », sur Ouest-France, 12 décembre 2023 (consulté le 30 avril 2024)
2. ↑  Baptiste Hue, « Championnats et Coupes de France à Lessay : un plateau royal pour l'ouverture », sur Actu.fr, 26 avril 2024 (consulté le 1er mai 2024)
3. ↑  Pierre Machado, « Championnat de France, à Lessay : les Manchois tracent leur route sous la pluie », sur Ouest-France, 27 avril 2024 (consulté le 1er mai 2024)
4. ↑  Emmanuel Naud, « Lessay : Jonathan Pailler en profite », sur Auto Hebdo, 28 avril 2024 (consulté le 1er mai 2024)
5. ↑  Séverine Bouquet, « Rallycross : Les outsiders font leur place à Lessay », sur Sportmag, 29 avril 2024 (consulté le 1er mai 2024)
6. ↑  « Jeanney s'impose à Dreux, Bossard sacré champion de France Supercar », sur L'Écho républicain, 20 octobre 2024 (consulté le 25 octobre 2024)
7. ↑  « Championnat de France : Davy Jeanney s’impose pour la dernière », sur Ouest-France, 21 octobre 2024 (consulté le 25 octobre 2024)
8. ↑  « Barbault-Forget et Danveau sur le podium… Les performances mayennaises de la saison », sur Ouest-France, 22 octobre 2024 (consulté le 26 octobre 2024)